# Silberburgstraße (Stuttgart)
Die Silberburgstraße in Stuttgart ist eine von mehreren langen, parallel verlaufenden Wohn- und Geschäftsstraßen, die die Stadtbezirke Stuttgart-West und Stuttgart-Süd in Nord-Süd-Richtung verbinden. Die Straße wurde 1851 nach der bis 1938 bestehenden Sommerwirtschaft Silberburg benannt. Ursprünglich auf das Teilstück zwischen Breitscheidstraße und Marienstraße beschränkt, dehnte sich die Straße in den folgenden Jahrzehnten nach Norden und Süden bis zu ihrer heutigen Länge von zwei Kilometern aus.
Nach den Zerstörungen des Zweiten Weltkriegs haben sich nur wenige ältere Gebäude erhalten. Der obere Teil der zweispurigen Straße ist verkehrsarm, während sich die Straße in der Gegend um Schloßstraße und Rotebühlstraße belebt und der Verkehr zunimmt. Die Straße ist arm an Bäumen und Grünflächen, abgesehen von der Silberburganlage am Ende der Straße.

## Verlauf

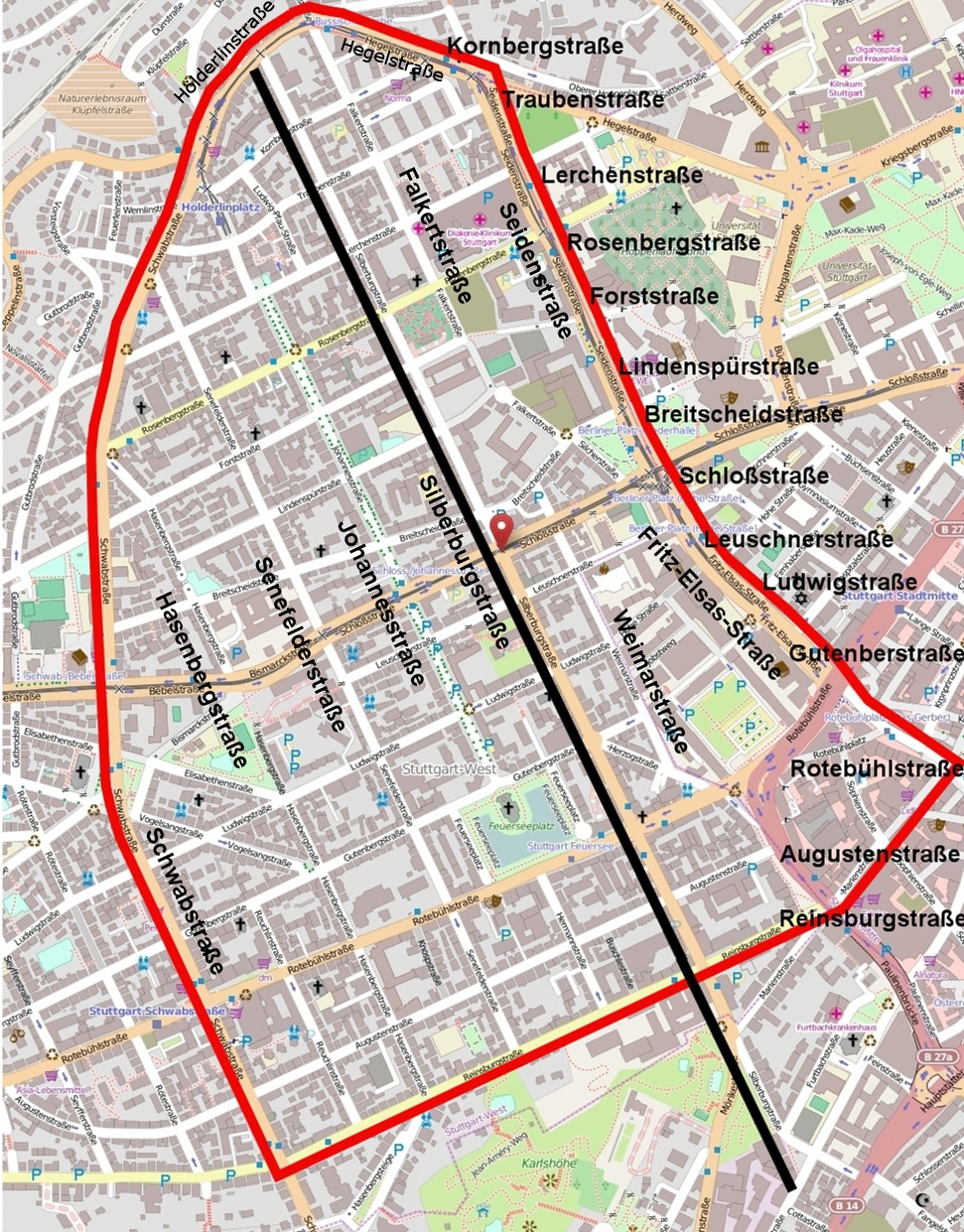
Silberburgstraße und Umgebung.

Die Silberburgstraße erstreckt sich durch die beiden Stadtbezirke Stuttgart-West und Stuttgart-Süd. Sie verläuft von der Hölderlinstraße im Nordnordwesten in schnurgerader Linie und mündet in einer Gabelung in die Tübinger Straße und die Fangelsbachstraße im Südsüdosten ein. Dabei durchquert sie die Stadtteile Hölderlinplatz, Rosenberg und Feuersee in Stuttgart-West und den Stadtteil Karlshöhe in Stuttgart-Süd.
Die Silberburgstraße liegt in einem fast schachbrettartig angelegten, zuckerhutförmigen Bereich (in der Karte rot umrandet), der von der Schwabstraße, Hölderlinstraße, Hegelstraße, Seidenstraße und Fritz-Elsas-Straße sowie im Süden von der Reinsburgstraße und Marienstraße begrenzt wird. Parallel zur Silberburgstraße verlaufen die Hasenbergstraße, Senefelderstraße, Johannesstraße und Falkertstraße/Weimarstraße, die jedoch nicht die Länge der Silberburgstraße erreichen.
Die zwei Kilometer lange Straße beginnt an der Hölderlinstraße auf einer Höhe von etwa 280 Meter über Normalnull und verläuft leicht abschüssig bis zum anderen Ende, das etwa 260 Meter hoch liegt. Lediglich der „Steilhang“ des sogenannten Silberbuckels am Ende der Straße zwischen Reinsburgstraße und Tübinger Straße hat ein starkes Gefälle.
Die Nummerierung beginnt an der Einmündung zur Hölderlinstraße mit den Hausnummern 26 und 21 und endet mit Hausnummer 182 und 195 an der Tübinger Straße. Bei den übrigen Nord-Süd-Straßen beginnt die Nummerierung hingegen am entgegengesetzten Straßenende.

Ansichten der Silberburgstraße
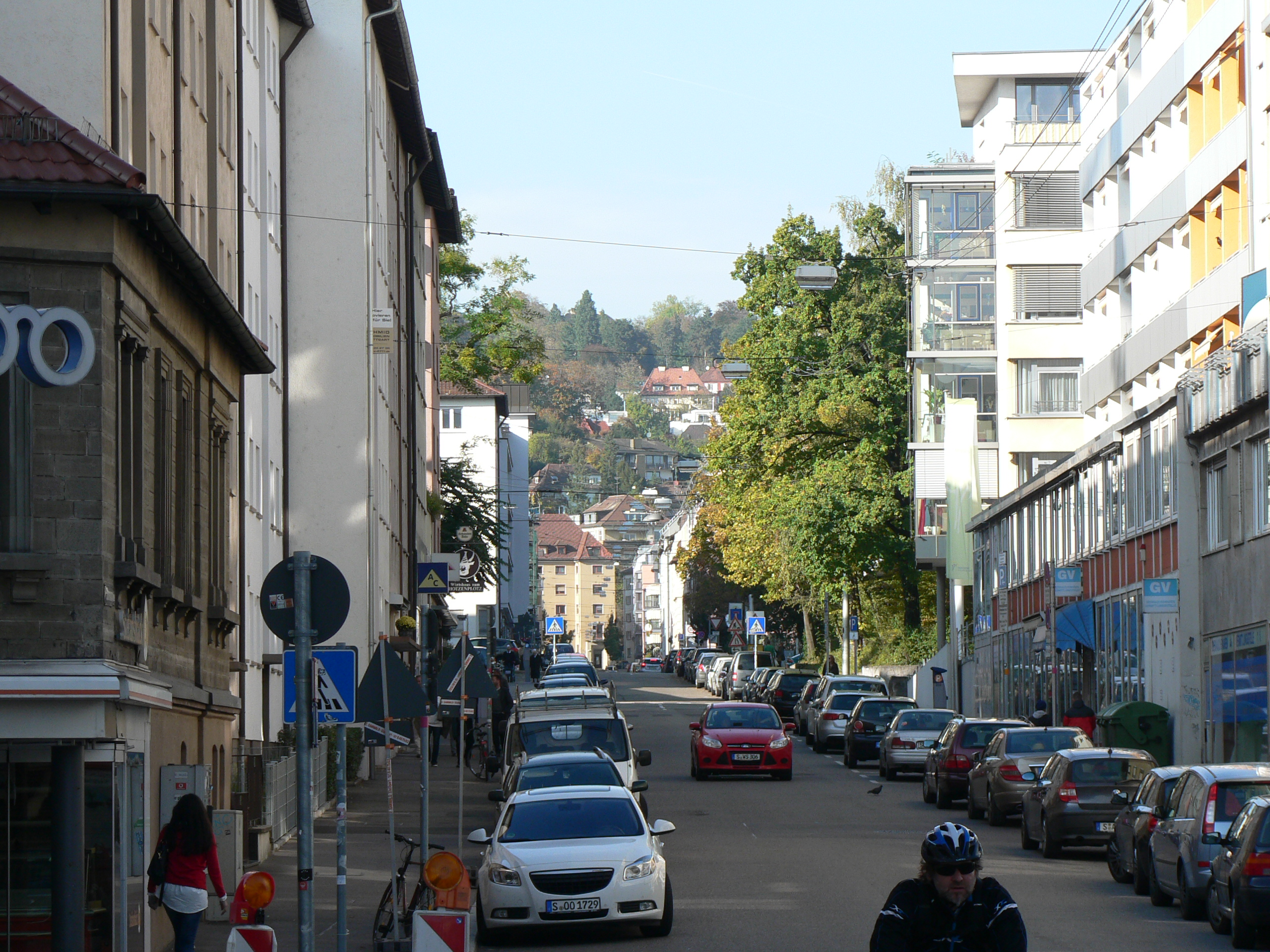
Blick von der Breitscheidstraße nach Norden.
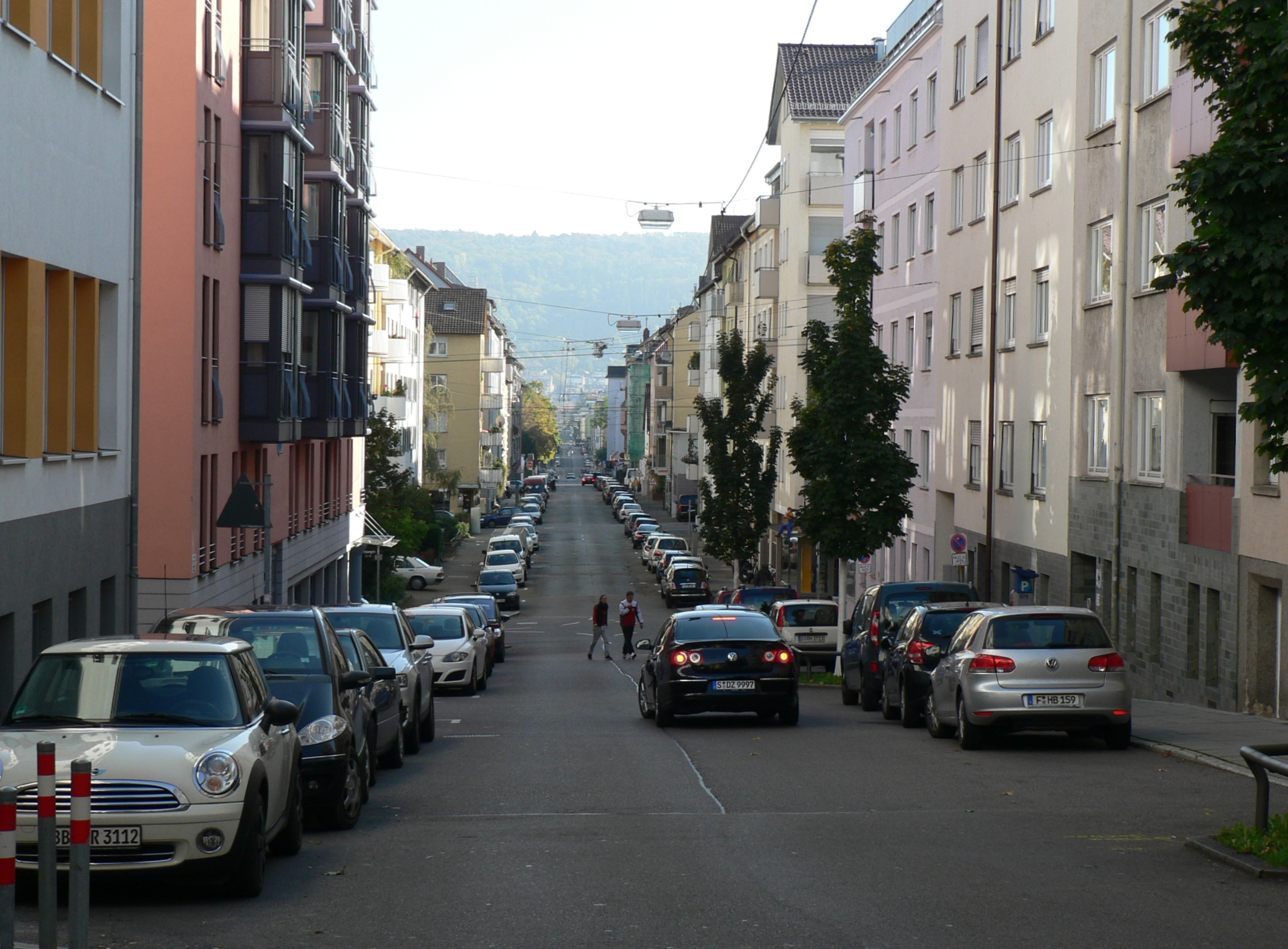
Blick von der Hölderlinstraße nach Süden.
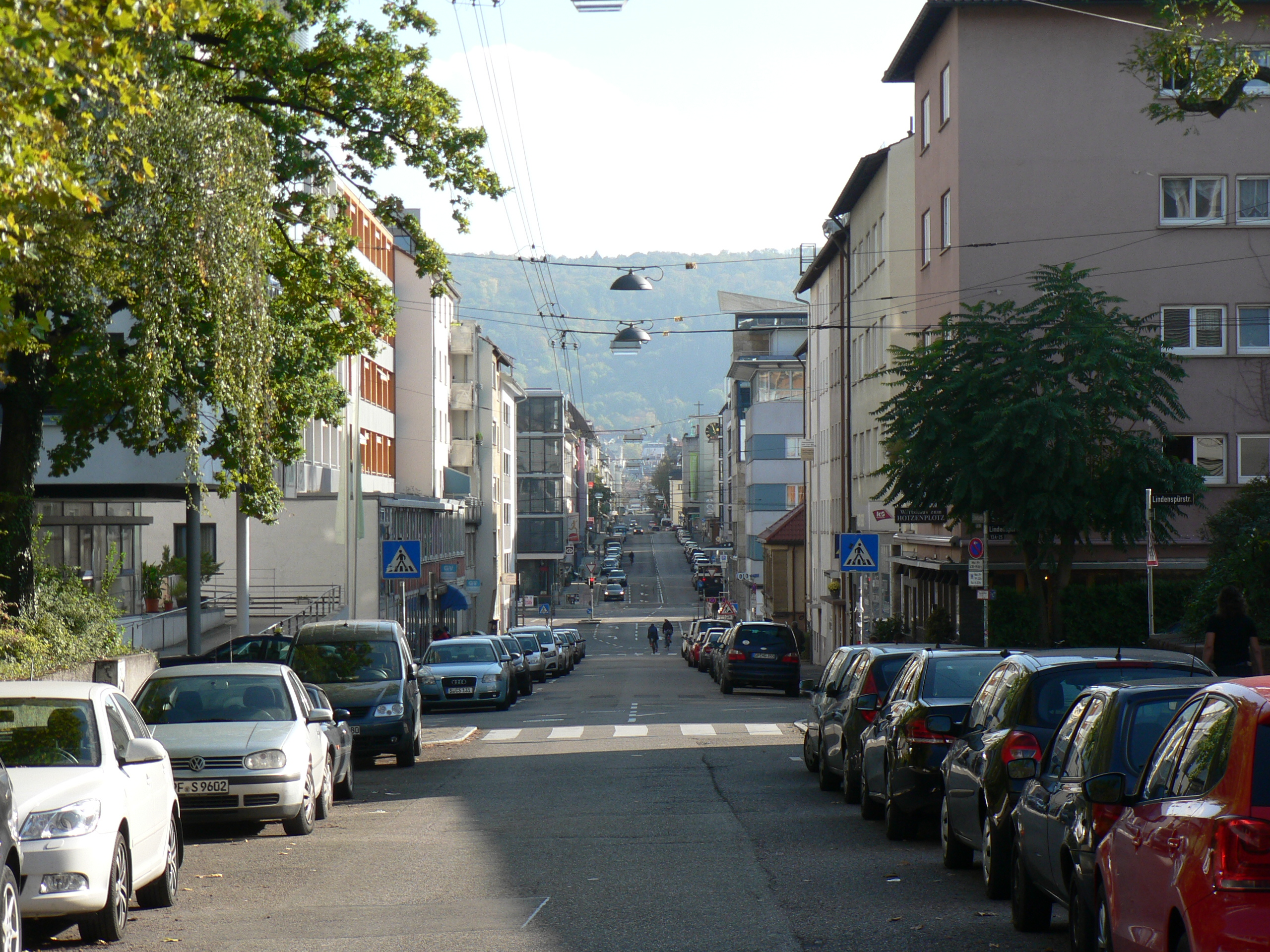
Blick von der Lindenspürstraße nach Süden.
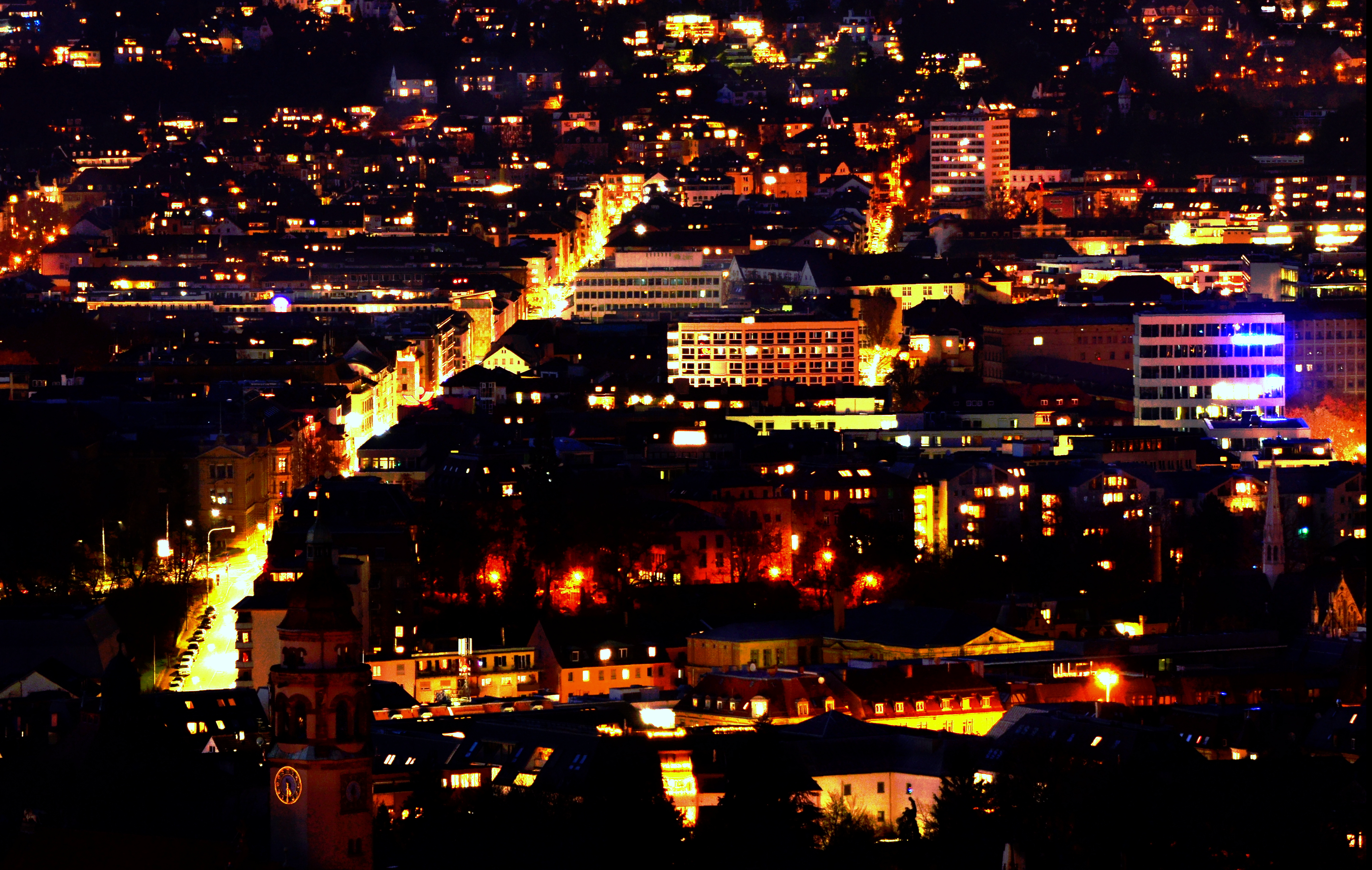
Die Silberburgstraße bei Nacht von der Wernhalde aus gesehen.

## Beschreibung
Die Silberburgstraße ist eine gemischte Wohn- und Geschäftsstraße mit durchweg mehrstöckiger, jedoch höchstens sechsstöckiger Bebauung. Die meisten Häuser sind Neubauten, die sich in der Regel in das Erscheinungsbild der Straße einigermaßen einpassen. Die Mehrzahl der Gebäude ist normalbreit, lediglich zwei Handvoll Bauten mit Bildungs- und Sozialeinrichtungen bilden längere Riegel.
Sehenswert sind hauptsächlich das Haus Nummer 42 mit der Figur eines Naseweis, das Haus Nummer 74 mit schönen Puttenreliefs, das Haus der Heilsarmee, das Allianz-Gebäude, die Häuser 160 und 172 in dessen Nachbarschaft sowie einige Bauten am Silberbuckel (gegenüber der Silberburganlage). Bäume und Grünflächen fehlen fast ganz, abgesehen von der Silberburganlage, dem Diakonissenplatz und ein paar Einzelbäumen.
Der obere, eher verkehrsarme Teil der Straße, der im Norden an der Hölderlinstraße beginnt, besteht hauptsächlich aus Mietwohnhäusern, davon einige mit kleinen Läden, sowie aus Bildungs- und Sozialeinrichtungen, darunter das Dillmann-Gymnasium und das Friedrich-Eugens-Gymnasium, das Kompetenzzentrum Silberburg mit Fachschulen und Kita sowie die Altenpflegeeinrichtungen Württembergisches Lutherstift, Ludwigsstift und Friederike-Fliedner-Haus.
Der verkehrsreiche untere Teil der Straße im Umfeld der Schloßstraße beherbergt Mietwohnhäuser, Läden, Bäcker, Metzger, ein Hotel, Gaststätten, Versicherungen, die evangelisch-methodistische Hoffnungskirche und ein Gebäude der Heilsarmee. Im Umfeld der Schloßstraße haben sich einige Läden etabliert, die sich dem Handel mit Gebraucht- und Antikwaren widmen.

## Verkehr

### Auto- und Radverkehr
Die Silberburgstraße ist durchweg in beiden Richtungen befahrbar. Der Anfang der Straße ist bis zur Kornbergstraße verkehrsberuhigt (Höchstgeschwindigkeit 30 km/h) und wird bis zur Breitscheidstraße nur wenig befahren. Im Umfeld der Schloßstraße und der Rotebühlstraße herrscht belebter Verkehr. Die Straße ist auf ihrer ganzen Länge zweispurig angelegt und wird fast durchgehend von Parkspuren flankiert. An belebten Kreuzungen wird die Straße um Abbiegespuren erweitert. Es gibt keine Radwege, nur an der Kreuzung zur Schloßstraße sind Abbiegespuren für Radfahrer gekennzeichnet, die aber an der nächsten Querstraße enden.

### Öffentlicher Personennahverkehr

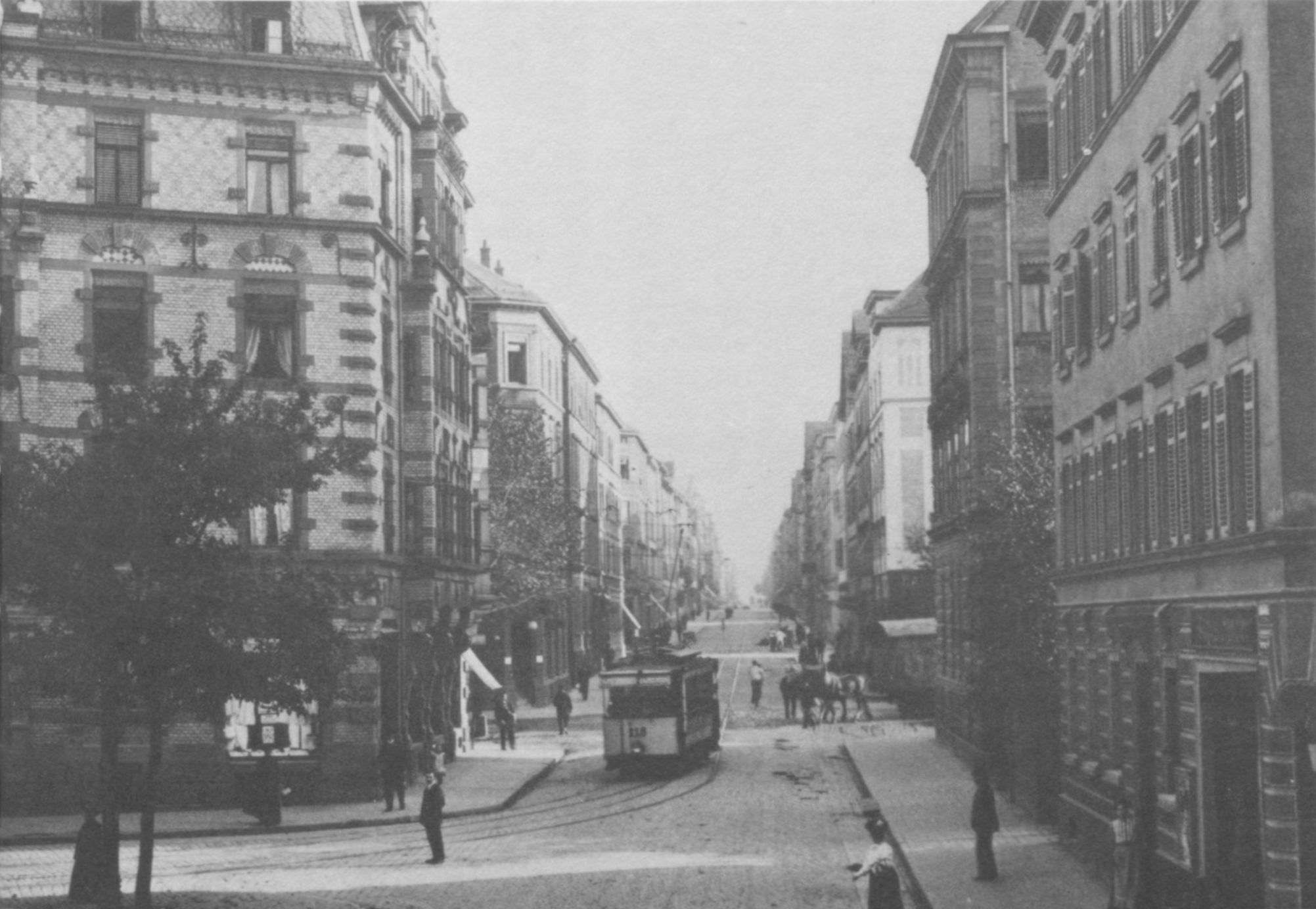
Straßenbahnhaltestelle Dreieck, um 1900.

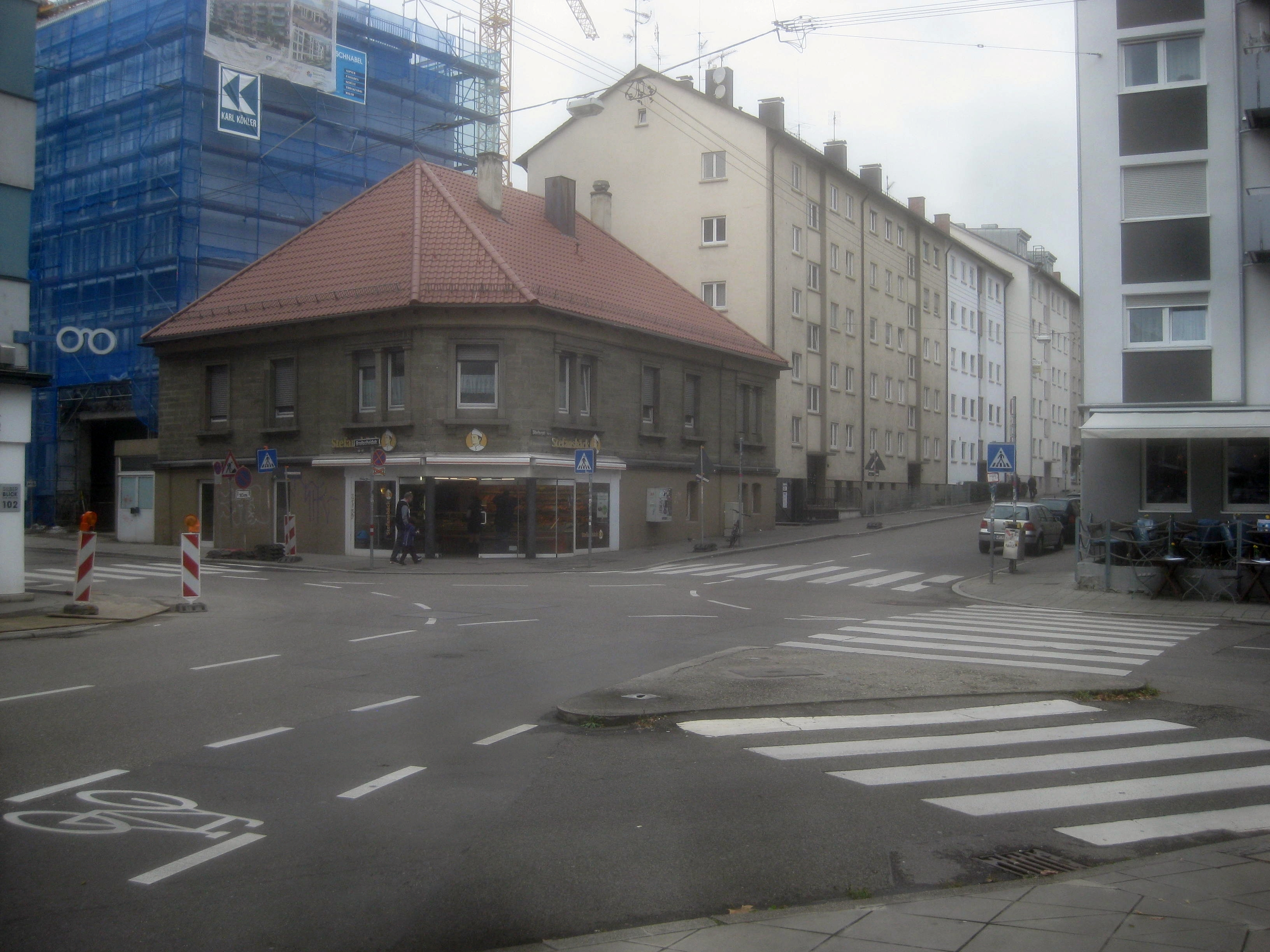
Kreuzung Silberburgstraße / Breitscheidstraße, ehemaliges „Dreieck“, 2014.

Seit 1868 wurden in Stuttgart Pferdeeisenbahnen betrieben, die jedoch die Silberburgstraße nicht anfuhren. 1888 wurde die sogenannte Rundbahn eingerichtet, die 1895 elektrifiziert wurde. Die Bahn fuhr zwischen der Marienstraße und dem „Dreieck“ bei der Breitscheidstraße durch die Silberburgstraße. Am Dreieck, einer Ausweichstelle der eingleisigen Linie, bog die Straßenbahn aus der Silberburgstraße rechtwinklig in die Breitscheidstraße ein. An das Dreieck erinnert noch heute eine kleine dreieckige Verkehrsinsel an der Einmündung der Silberburgstraße in die Breitscheidstraße. Nach der Einführung von Liniennummern wurde 1910 die Rundbahn zur Linie 3. Ab 1924 fuhr die Linie 3 bis zur Schloßstraße durch die Silberburgstraße. 1962 wurde die Linie eingestellt.
Heute führen die Buslinien 41 und 43 ein Stück weit durch die untere Silberburgstraße. Bus- und Stadtbahnhaltestellen befinden sich auch in den Quer- und Parallelstraßen. Am Feuersee befindet sich in unmittelbarer Nähe der Silberburgstraße eine Haltestelle der S-Bahn, die von allen S-Bahn-Linien angefahren wird.

## Denkmalschutz

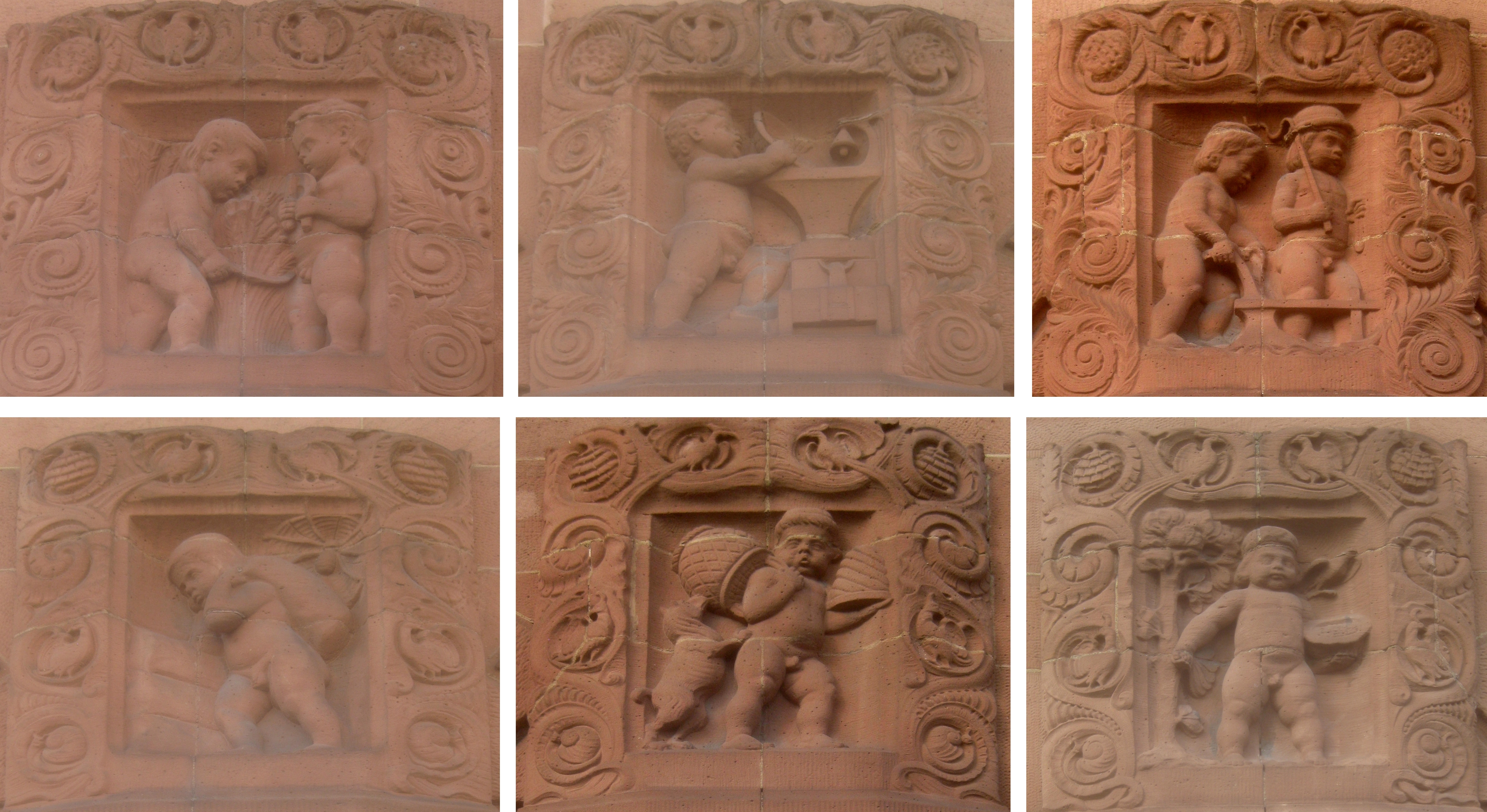
Puttenreliefs des (noch) nicht denkmalgeschützten Hauses Nummer 74.

Einige Gebäude der Silberburgstraße stehen unter Denkmalschutz (in der Gebäudeliste in Spalte # durch ein d gekennzeichnet), darunter klassizistische und historistische Bauten, ein Gebäude im Internationalen Stil und ein Gebäude im Architekturstil der NS-Zeit.
Die im November 2014 öffentlich verfügbare Liste der Stuttgarter Kulturdenkmäler ist auf dem Stand von 2008. In manchen Fällen wurde die Beurteilung der Denkmalwürdigkeit von Bauten in der Silberburgstraße kritisiert:
- Der Historiker Harald Schukraft freute sich 1986 darüber, dass „neben dem Wohnhaus [Silberburgstraße 172] auch das Kutscherhäuschen erhalten ist. So kann man einen guten Gesamteindruck von einem großbürgerlichen Wohnhaus jener Zeit gewinnen.“ Noch während der Drucklegung von Schukrafts Buch wurde das Gebäude abgerissen, es stand offenbar nicht unter Denkmalschutz.[4]

- Das gleiche Schicksal ereilte das Eckdoppelhaus an der Silberburgstraße 173, das zu den „ältesten und beachtlichsten Miethäusern Stuttgarts“ zählte.[5]

- Das Haus Nummer 160 stand noch 1984 nicht unter Denkmalschutz. Erst nachdem „diese erstaunliche Tatsache“ durch die Presse aufgedeckt wurde, erkannte das Landesdenkmalamt die Schutzwürdigkeit des Gebäudes.[6]

- Das Eckhaus Nummer 74 mit seiner Fassade aus rotem Sandstein und sieben Puttenallegorien der Berufe, eines der wenigen erhaltenen älteren Gebäude, erschien dem Landesdenkmalamt 2008 nicht schutzwürdig.[7]

## Geschichte

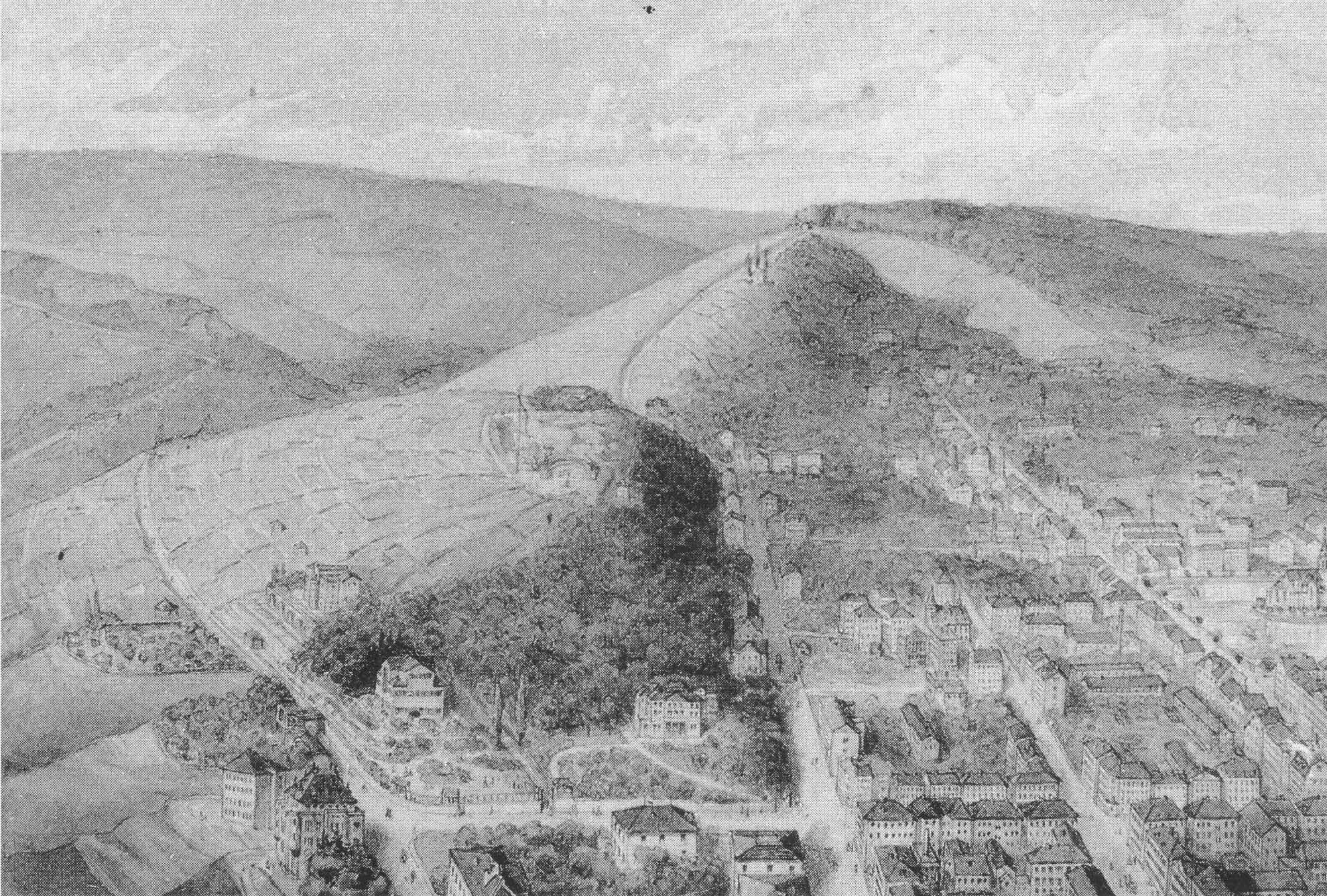
Der Hasenberg in Stuttgart von Carl Beisbarth, um 1870.
Von rechts nach links: Rotebühlstraße, Augustenstraße, Reinsburgstraße, Mörikestraße / Marienstraße, unten, parallel zum Bildrand: Silberburgstraße.

Seit mindestens 1831 erstreckte sich die offiziell noch namenlose und unbesiedelte Straße zwischen der Rotebühlstraße und der Marienstraße. 1846 bestand sie aus sechs Hausnummern, deren Zählung mit der Nummer 1 an der Rotebühlstraße begann. Bereits in den vierziger Jahren hieß die Straße im Volksmund Silberburgstraße nach der Silberburg in unmittelbarer Nähe der Straße an der Einmündung der Marienstraße. 1851 erhielt sie diesen Namen auch offiziell. Spätestens in diesem Jahr wurde die Straße bis zur Breitscheidstraße nach rückwärts verlängert, und die Nummerierung begann mit der Nummer 1 an der Breitscheidstraße. Bis 1860 umfasste die Straße weniger als 30 Häuser. 1864 bestand der bebaute Teil der Straße von der Traubenstraße bis zur Reinsburgstraße aus etwa 60 Häusern.
Infolge der Rückwärtsverlängerung der Straße über die Rotebühlstraße nach Norden, die in der Endausbaustufe bis zur Kornbergstraße ausgedehnt werden sollte, wurden die Häuser neu durchnummeriert. Die Nummerierung begann nun bei der Traubenstraße mit der Nummer 56 und endete mit Nummer 170. Spätestens bis 1950 wurde die Straße noch einmal rückwärts bis zur Hölderlinstraße verlängert. Die Nummerierung der Häuser beginnt heute kurioserweise mit den Hausnummern 21 und 26 und endet mit den Hausnummern 182 und 195. Während bei der Silberburgstraße die Nummerierung am nördlichen Ende beginnt, fängt sie bei den anderen Nord-Süd-Straßen des Stuttgarter Westens im Süden an.
Die ältesten Gebäude zwischen der Forststraße und der Reinsburgstraße waren Weingärtnerhäuser aus der Zeit von 1810 bis 1840, die aus Kostengründen größtenteils als verputzte Fachwerkhäuser gebaut wurden. Sie wurden in den beiden Jahrzehnten nach 1850 durch größere Neubauten ersetzt. Nach dem Ortsbaustatut von 1874 durften Gebäude nur noch in Massivbauweise errichtet werden.
Von diesem ursprünglichen Zustand der Straße scheint sich nur wenig erhalten zu haben. Die Fassaden von 15 Gebäuden stammen ganz oder teilweise aus der Zeit vor dem Zweiten Weltkrieg. Man kann also annehmen, dass die Silberburgstrasse im Krieg fast vollständig zerstört wurde. Erstaunlicherweise scheint der riesige Komplex der Allianz-Lebensversicherung in der Silberburgstrasse 174A den Krieg unbeschadet überstanden zu haben.

## Silberburg

### Lage
Am östlichen Hang der Karlshöhe, einem „rundlichen Vorhügel des Hasenbergs“, zwischen der Einmündung der Marienstraße und der Furtbachstraße, erstreckt sich die Silberburganlage (auch Mörikeanlage genannt) mit dem Mörikedenkmal von 1880. Die Mörikestraße teilt die Silberburganlage in Nord-Süd-Richtung in zwei Teile, die untere Silberburganlage an der Silberburgstraße und die obere Silberburganlage jenseits der Mörikestraße. In der oberen Silberburganlage lag einst die Silberburg.

### Geschichte
Die Silberburg war keine Burg, sondern ein Landhaus, das sich Oberstleutnant Freiherr von Irmtraut um 1798 hatte erbauen lassen. Ihm kaufte es 1803 Prinz Friedrich von Thurn und Taxis ab. Der Küferobermeister und Gastwirt Lorenz Silber, der seit 1804 ein Café im Gebäude des Kleinen Bazars in der Königstraße 45 betrieb, erwarb nach dem Tod des Prinzen im Jahr 1806 das Anwesen und baute es zu einer Sommerwirtschaft um und aus. Nach dem Namen des Besitzers und der burgähnlichen Ansicht des Landhauses erhielt das Haus den Namen Silberburg. Das alte Landhaus ließ Silber 1816 abbrechen und mit einem Saalanbau neu aufführen. In diesem Zustand verblieb der Bau im Wesentlichen bis zum Jahr 1938.

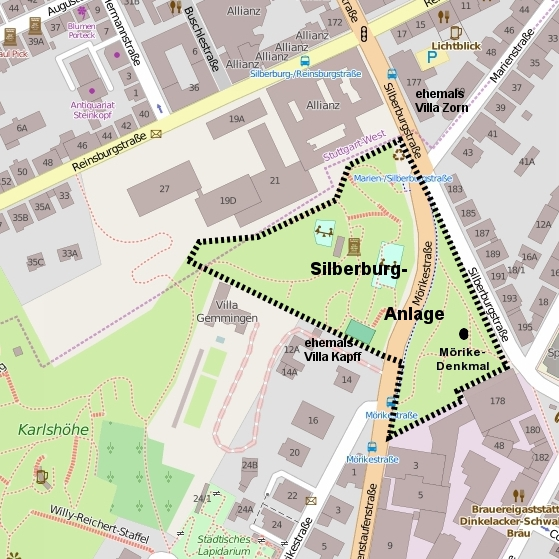
Silberburganlage, 2014.
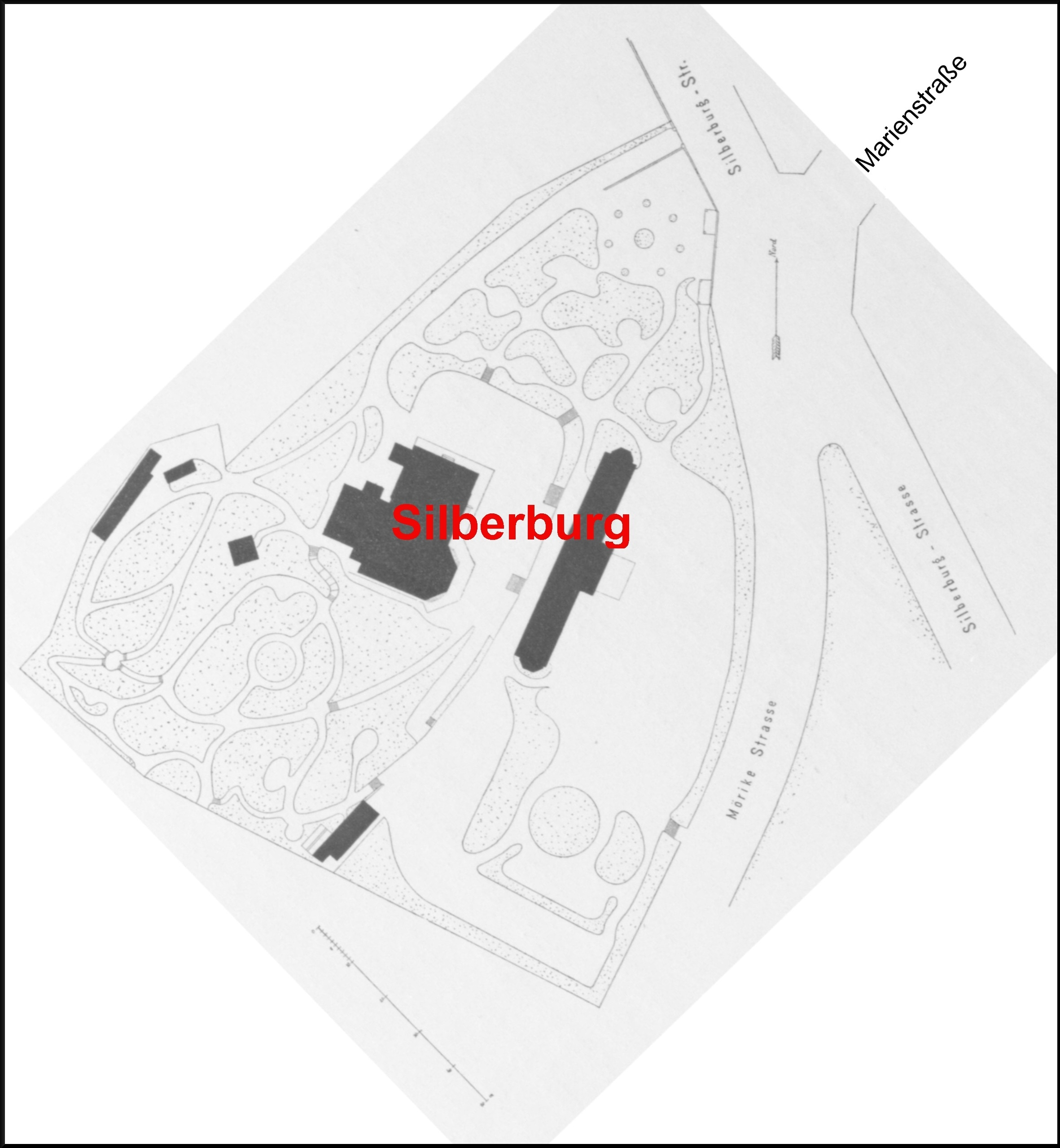
Silberburganlage der Museumsgesellschaft mit der Silberburg, 1889.
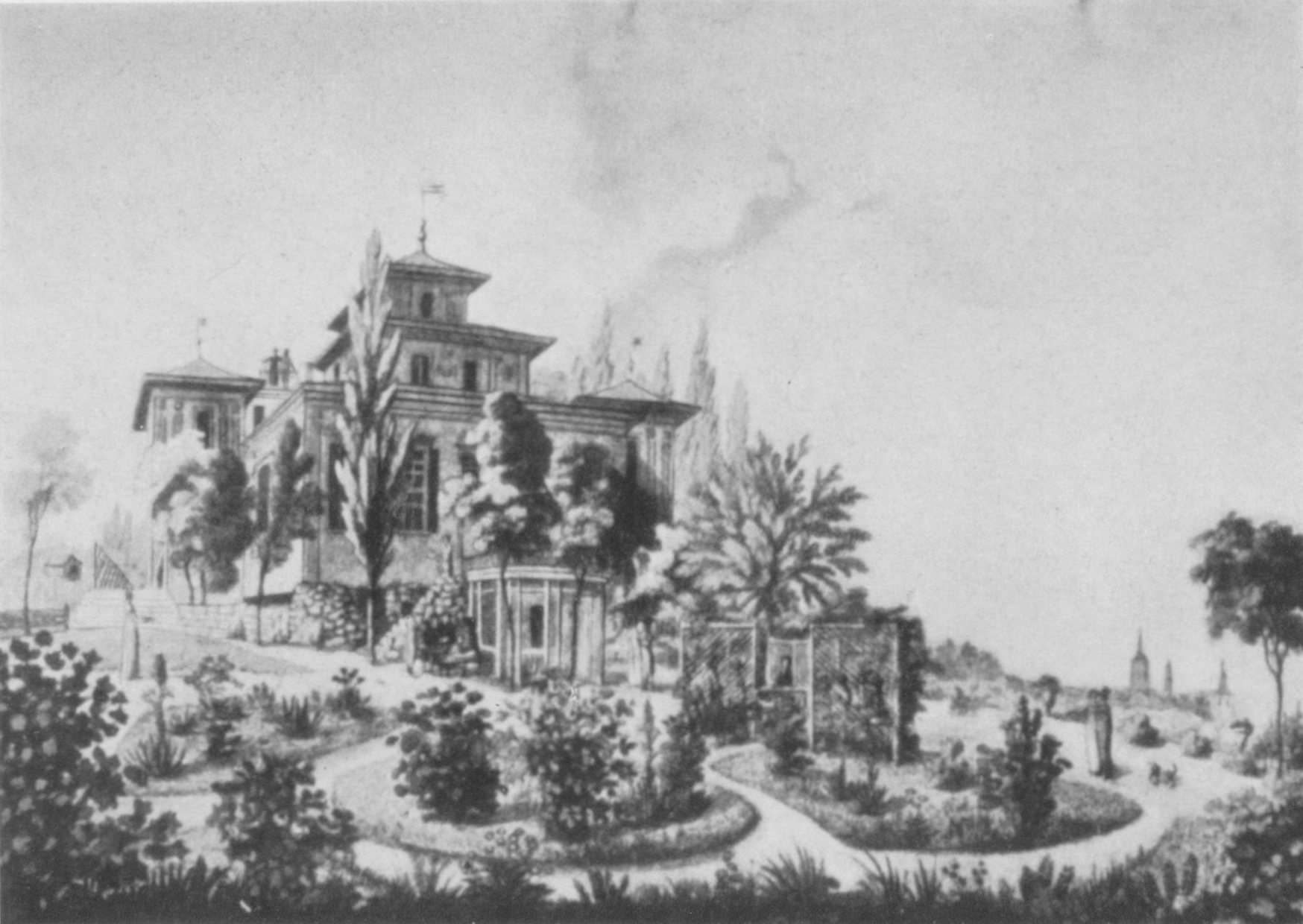
Landhaus von Freiherr von Irmtraut, 1802.
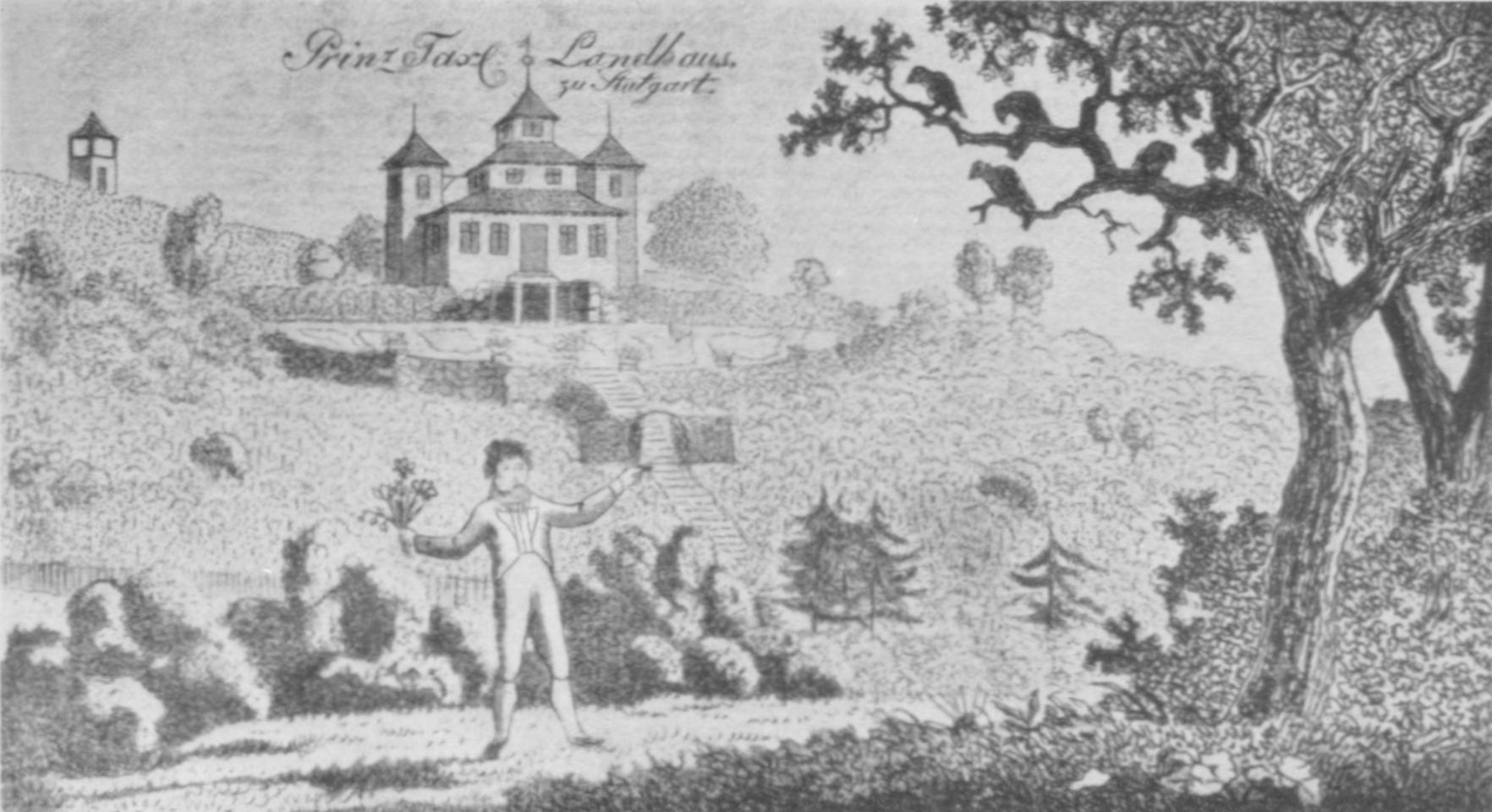
Landhaus von Prinz Friedrich von Thurn und Taxis, 1803.

Im Jahr 1836 übernahm die Museumsgesellschaft „zur Pflege gehobener Unterhaltung und zur Weiterbildung auf literarischem und künstlerischem Gebiet“ das Anwesen, das daher gewöhnlich für das größere Publikum nicht mehr offenstand. In der Silberburg trafen sich  hin und wieder auch die Männer des Literaturzirkels Sonntagskränzchen.
Nach 99 Jahren wurde das Gelände 1936 an den Reichsrundfunksender verkauft. Die Silberburg wurde abgerissen, um stattdessen ein monumentales Sendegebäude zu errichten, das dann aber auf der Kuppe der Karlshöhe gebaut werden sollte, ein Plan, der jedoch wegen des Zweiten Weltkriegs nicht realisiert wurde. Nach dem Krieg gelangte 1950 das Gelände im Wege eines Grundstückstauschs mit dem Süddeutschen Rundfunk in den Besitz der Stadt.

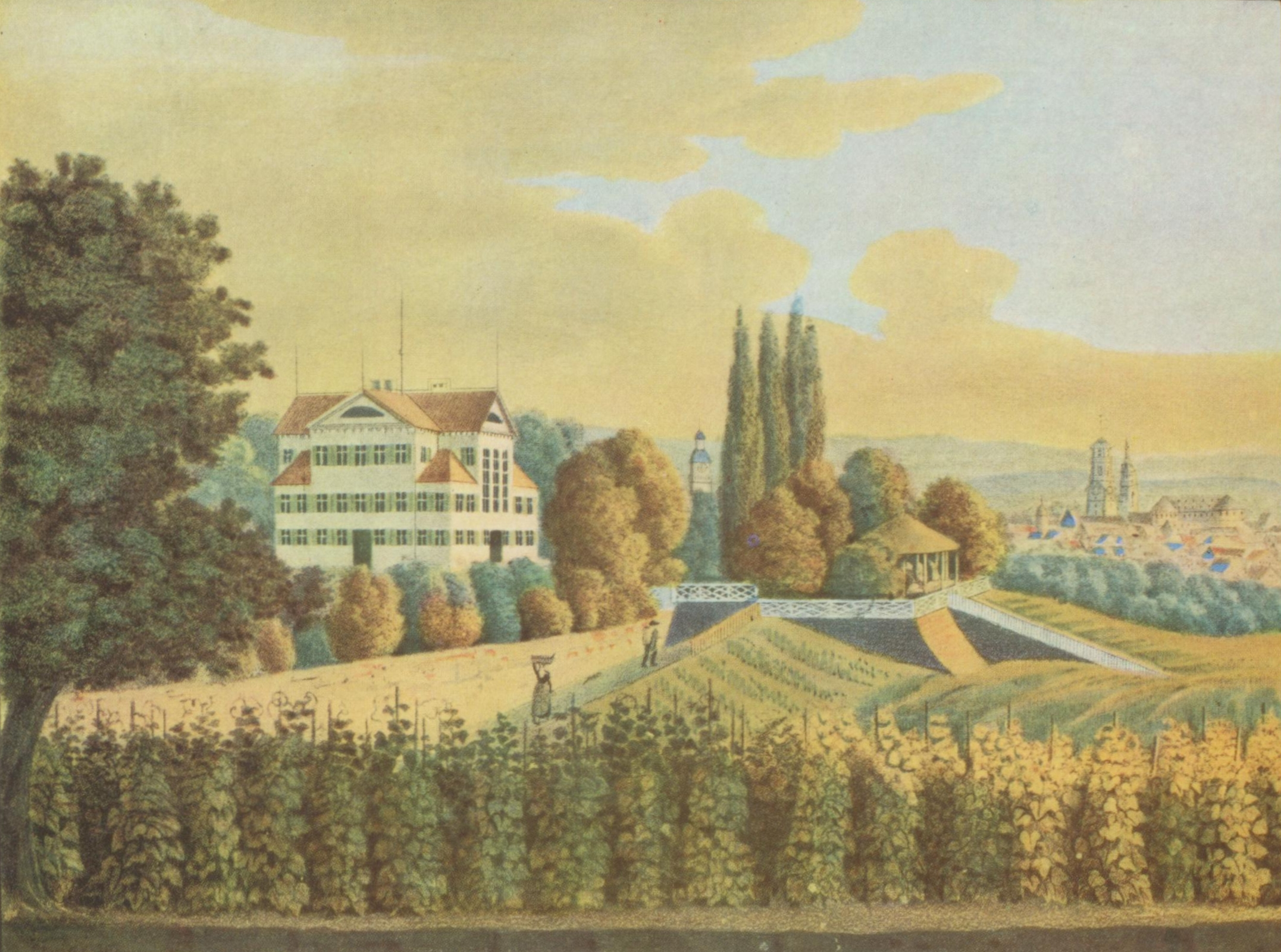
Ausflugsgaststätte Silberburg, um 1836.
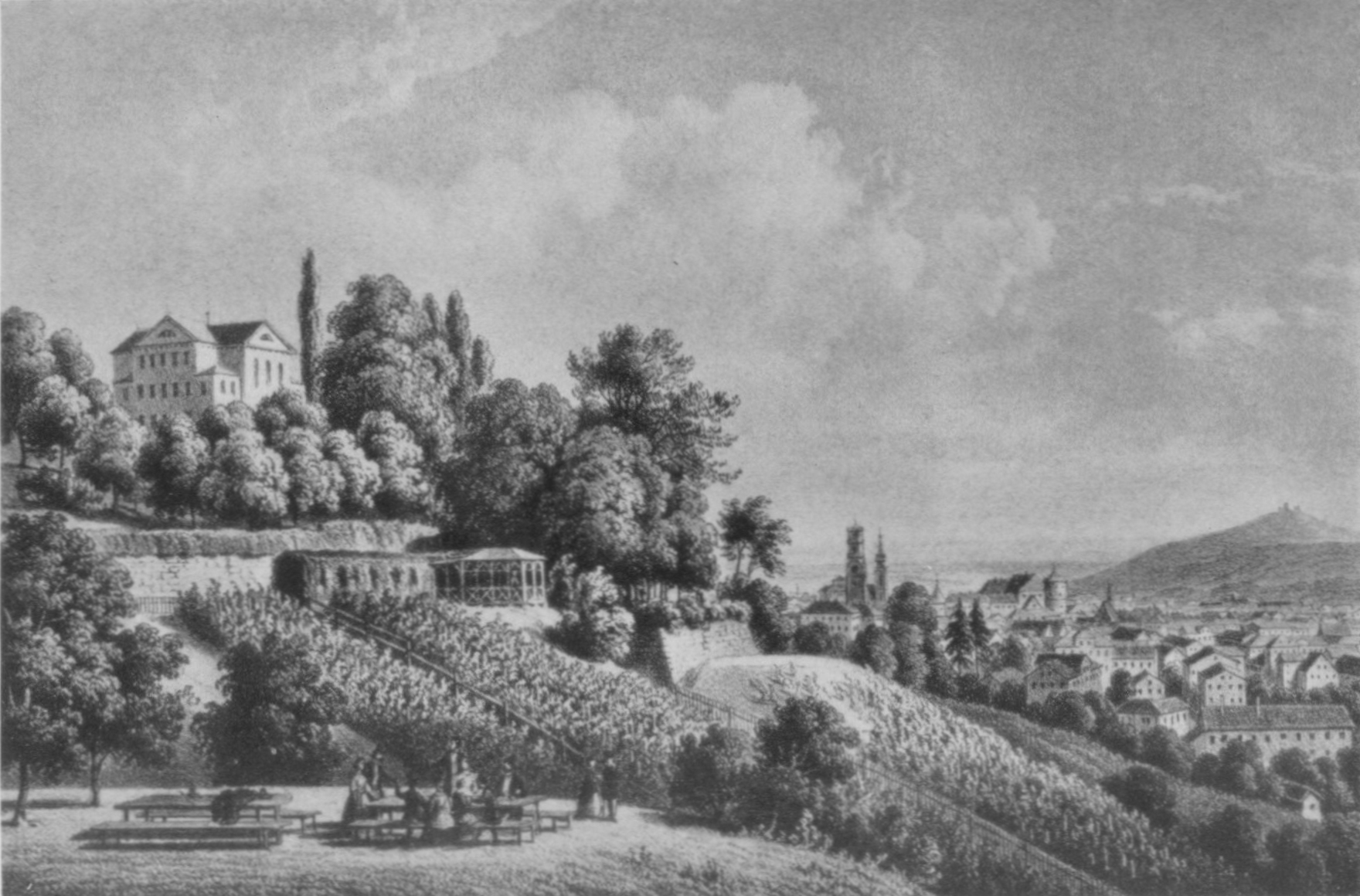
Silberburg der Museumsgesellschaft, 1840.
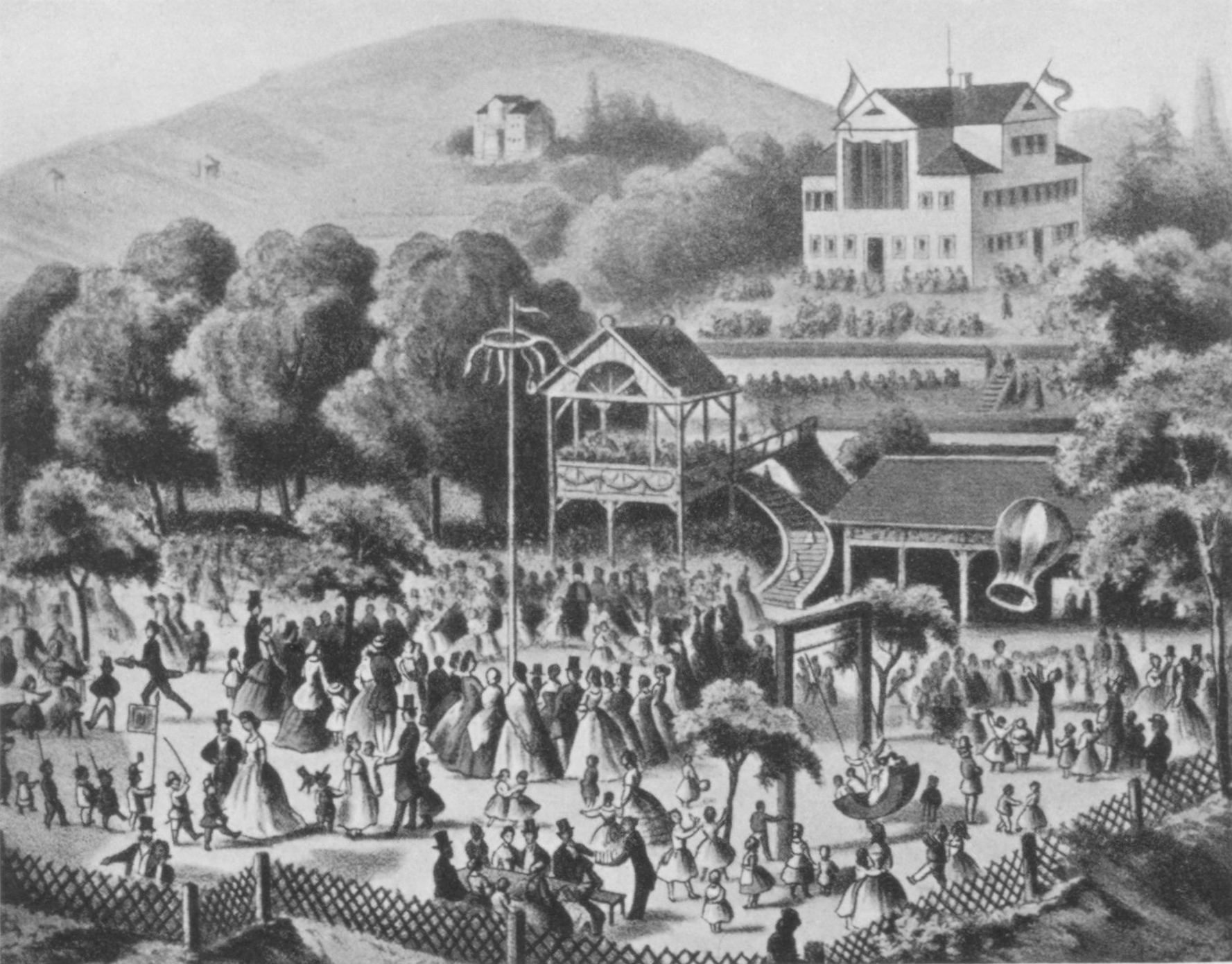
Familienfest auf der Silberburg, 1851.
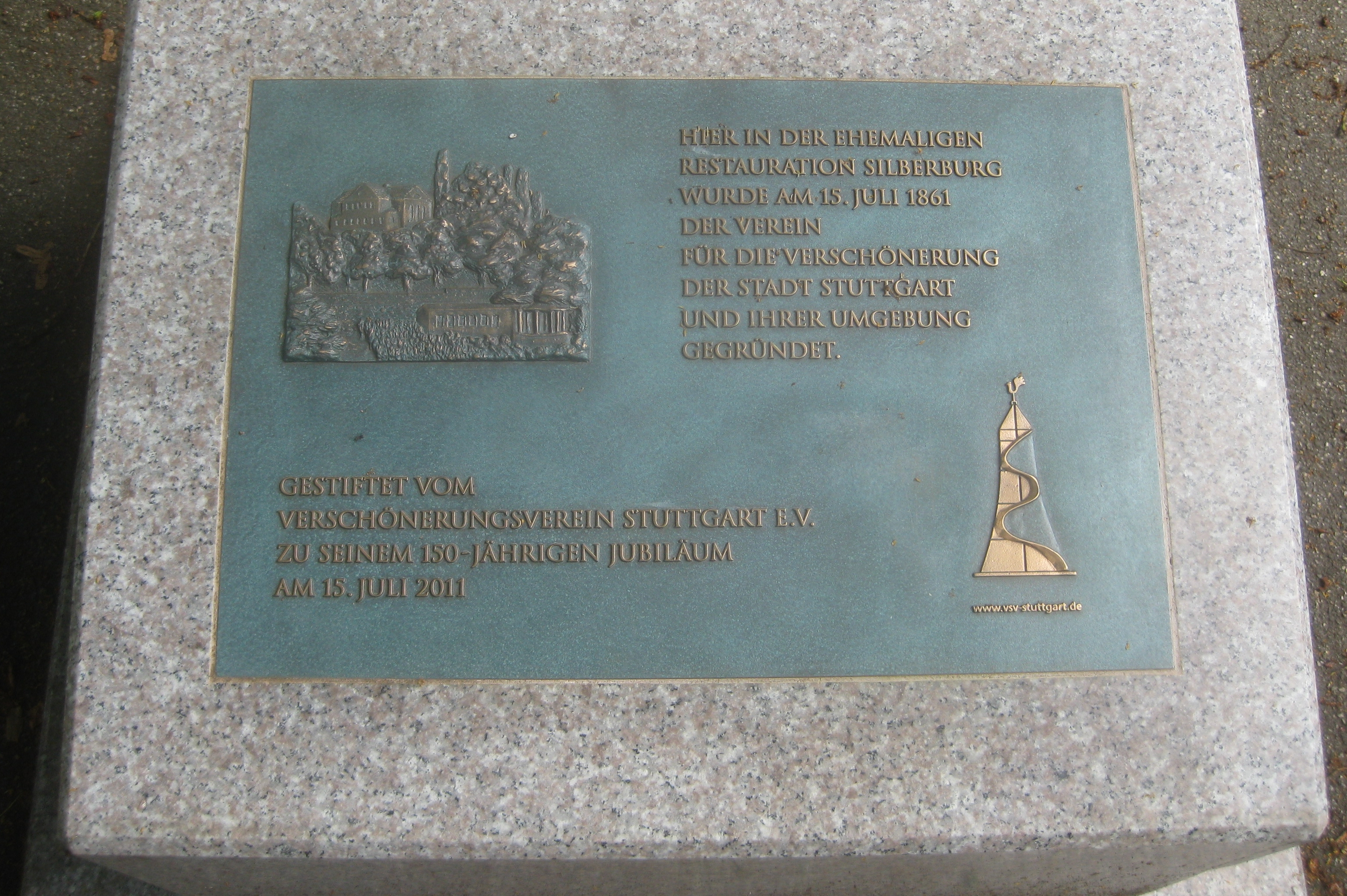
Gedenktafel in der Silberburganlage mit einem Relief der Silberburg.

Die Silberburg war ein beliebter Ausflugsort, den man auch gern prominenten Besuchern vorführte (siehe Prominente). Über Jahre fand auf der Silberburg das Schillerfest des Stuttgarter Liederkranzes statt, 1834 war sie Schauplatz der Jahrestagung der Gesellschaft Deutscher Naturforscher und Ärzte. 1842 wurde auf der Silberburg die Königlich-Württembergische Eisenbahngesellschaft gegründet, 1861 der Verschönerungsvereins Stuttgart. An der Stelle der ehemaligen Silberburg wurde 2011 ein Denkstein angebracht zur Erinnerung an die Gründung des Verschönerungsvereins.

## Volksbibliothek
1897 wurde der Verein Volksbibliothek Stuttgart gegründet. Die Bibliothek wurde provisorisch im Hof der Legionskaserne am heutigen Standort des Wilhelmsbaus in der Königstraße 84 untergebracht.

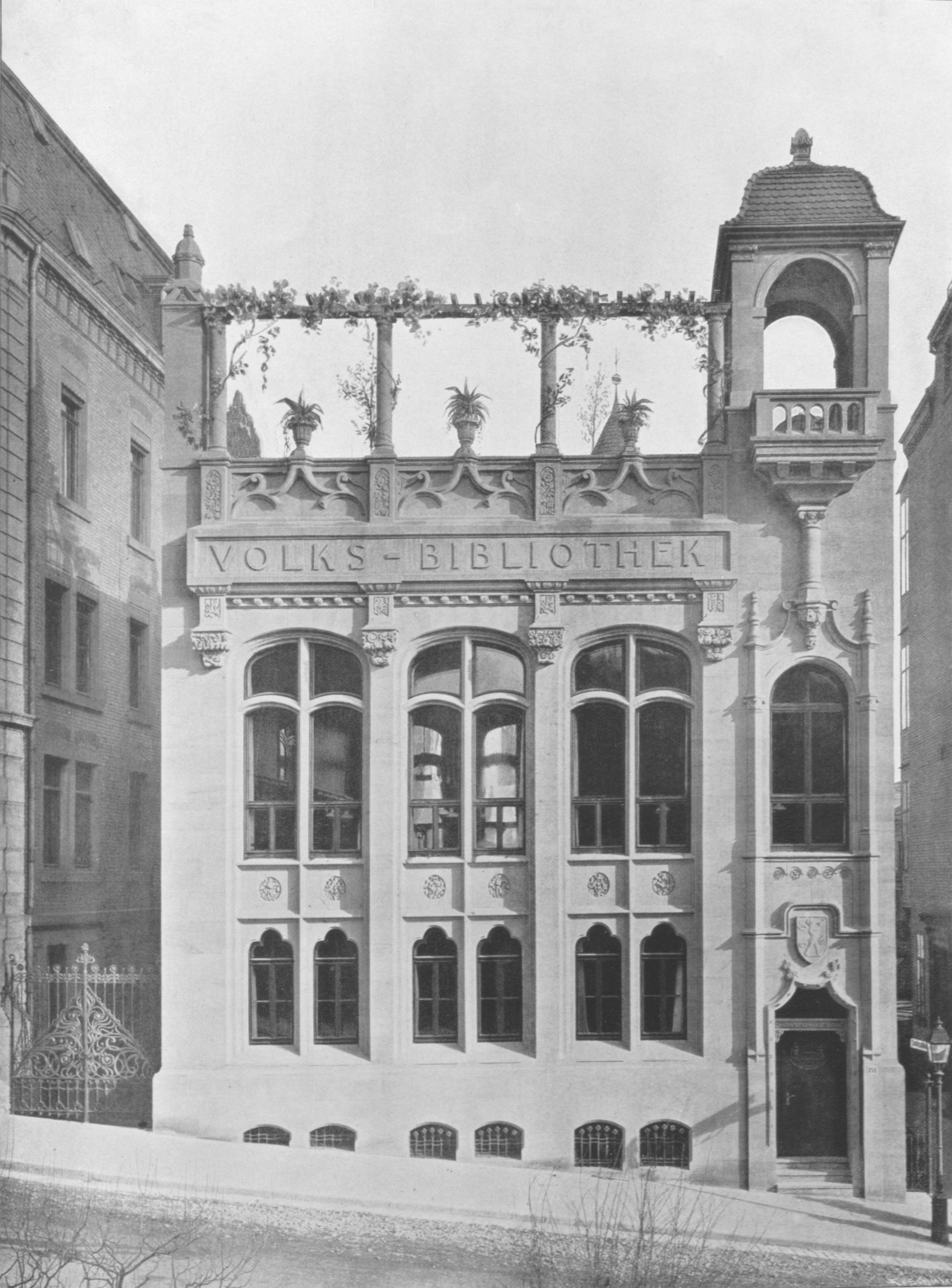
Straßenfront der Volksbibliothek, 1902.

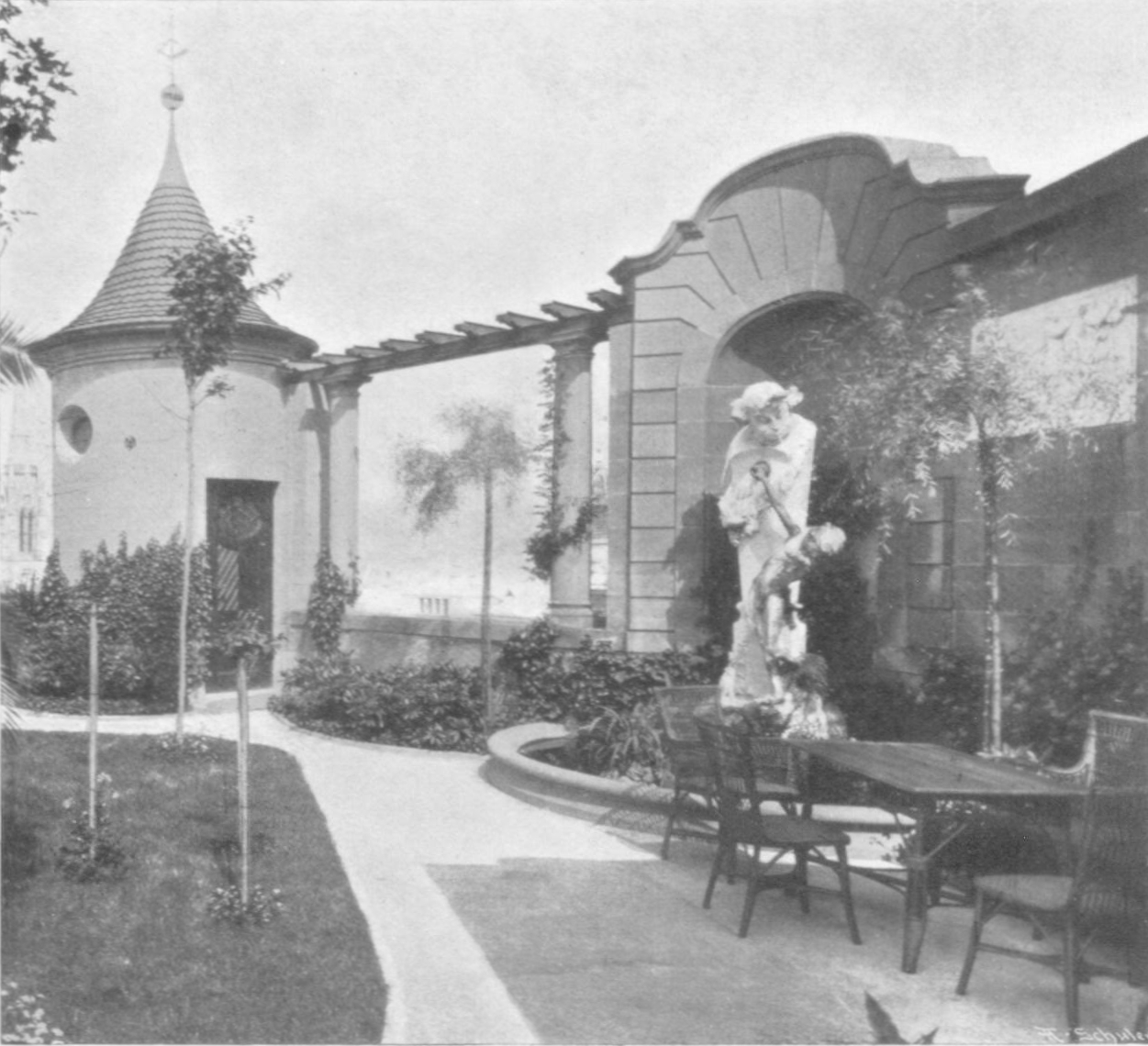
Dachgarten der Volksbibliothek, 1902.

Der Verleger Carl Engelhorn, der an der Gründung des Volksbibliotheksvereins beteiligt gewesen war, hatte 1894 in der Silberburgstraße 189 ein Haus gebaut, das er als Wohn- und Verlagshaus nutzte. 1899 erwarb er das Nachbargrundstück Silberburgstraße 191. Er stellte das Grundstück und eine hochherzige Spende dem Verein zur Verfügung mit der Maßgabe, darauf ein Gebäude für die Volksbibliothek zu errichten. Die Pläne für das Gebäude lieferte das Büro Eisenlohr & Weigle. Ein Dachgarten auf dem Gebäude, das über eine Brücke mit dem Haus der Engelhorns verbunden war, sollte seiner herzkranken Frau, die das Haus nicht mehr verlassen konnte, „die schmerzlich vermisste Natur ersetzen“.
1901 wurde das neue Haus seiner Bestimmung als Volksbibliothek übergeben. 1936 lösten die Nazis den Verein auf. 1938 wurde die Zentrale der „Stuttgarter Volksbüchereien“ in das Haus der ehemaligen Volksbibliothek verlegt und auf den Namen Mörikebücherei umgetauft. Im Zweiten Weltkrieg wurde das Haus zerstört und ein großer Teil der Buchbestände vernichtet. Nach dem Krieg wurde die Bücherei im Wilhelmspalais untergebracht. Das zerstörte Gebäude wurde durch einen Neubau ersetzt, in den das Stadtarchiv einzog. 2011 zog das Stadtarchiv um in einen großen Gebäudekomplex außerhalb der Innenstadt in Bad Cannstatt.

## Prominente
Durchreisende Besucher wurden gern von ihren Gastgebern auf die Silberburg geführt, so auch der berühmte Dichter Jean Paul und Wilhelm Müller, der Autor von „Das Wandern ist des Müllers Lust“. Der Dichter Bruno Frank und der Theologe Theophil Wurm wohnten zeitweise in der Silberburgstraße, und Eduard Mörike ist vielfach mit der Straße verbunden.

### Silberburg
Der Dichter Jean Paul, der sich 1819 für rund einen Monat in Stuttgart aufhielt, wurde auch zu einem Ausflug auf die Silberburg eingeladen, die er in einem Brief an seine Frau als „die schönste Stelle [Stuttgarts]“ bezeichnete, nicht ohne hinzuzufügen: „Alles Schöne liegt aber weit von Stuttgart.“
1827 lud Gustav Schwab seinen Besucher Wilhelm Müller („Das Wandern ist des Müllers Lust“), der zehn Tage in Stuttgart weilte, zu einem Spaziergang auf die Silberburg ein. Dieser ließ ähnlich wie Jean Paul kein gutes Haar an Stuttgart: „Wir gingen zusammen nach der sogenannten Silberburg, einem Gasthause auf der Anhöhe, von wo man die ganze Stadt überschauet, die indessen kein bedeutendes Bild gibt.“

### Eduard Mörike

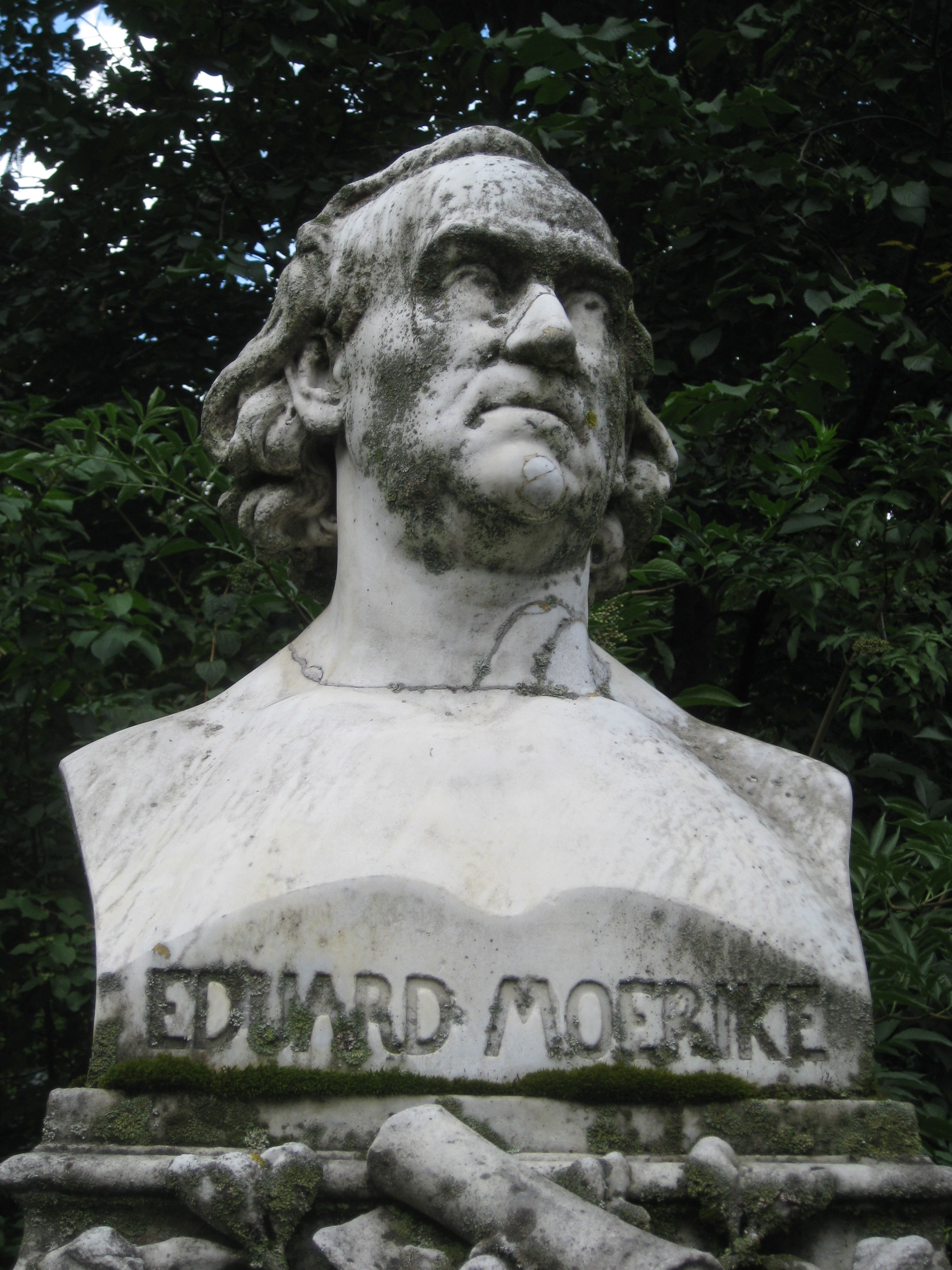
Mörikes Büste am Mörike-Denkmal.

Der 1804 im nahen Ludwigsburg geborene Eduard Mörike war fast ein Stuttgarter, denn er verlebte mit kurzen Unterbrechungen sein letztes Lebensdrittel in der Stadt Stuttgart. Peter Härtling nannte Mörike einen „neurotischen Flüchter auf engstem Raum“. In 17 Jahren hatte Mörike es auf ein Dutzend verschiedener Wohnorte im weiteren Umkreis von Stuttgart gebracht, in Stuttgart wechselte er in einem Vierteljahrhundert noch zehnmal die Wohnung. Vier dieser Wohnungen lagen in Querstraßen entlang der Silberburgstraße: Reinsburgstraße 67, Augustenstraße 14b, Rotebühlstraße 65 und Breitscheidstraße 51. Als er in der Breitscheidstraße wohnte, mietete er am Kornberg (wo sich heute die Kornbergstraße befindet) einen Garten.
Auf Anregung von Friedrich Theodor Vischer, der in Stuttgart wohnte und seit seiner Jugend mit Mörike befreundet gewesen war, wurde fünf Jahre nach Mörikes Tod 1880 in der Silberburganlage das Mörike-Denkmal enthüllt. „Seitdem bildet es das Zentrum der nach ihm [auch so] benannten »Mörike-Anlage« und wurde 1884 namengebend für die in den 1870erJahren angelegte Mörikestraße.“ 1901 wurde gegenüber dem Mörike-Denkmal die Volksbibliothek eingeweiht, die 1938 in Mörikebücherei umgetauft wurde.

### Bruno Frank

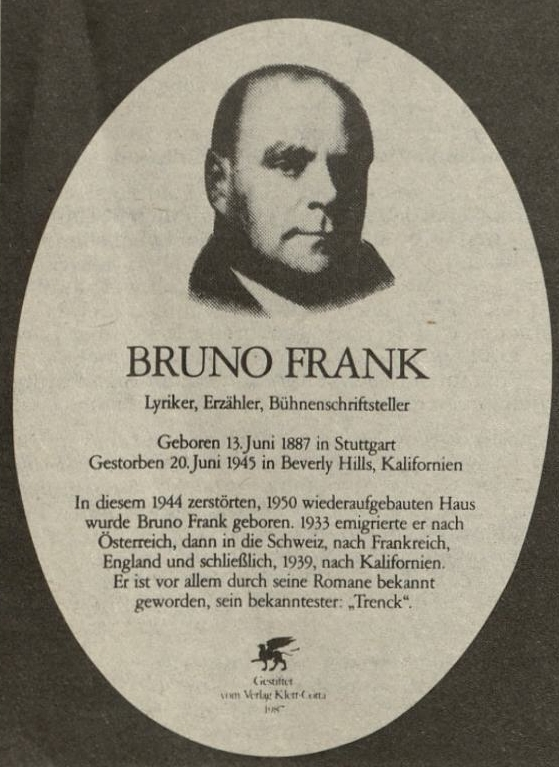
Gedenktafel für
Bruno Frank.

Der einzige prominente Schriftsteller, der über längere Zeit in der Silberburgstraße wohnte, war Bruno Frank, an den eine Gedenktafel an seinem Geburtshaus Nummer 159 erinnert. Sein Vater, ein assimilierter Jude, war sehr vermögend (1914 besaß er ein Vermögen von zwei Millionen Mark). Bruno Frank besuchte das humanistische Karlsgymnasium in der Tübinger Straße. 1902 musste er jedoch die Schule wegen „Unbotmäßigkeit“ verlassen. Daraufhin schickten ihn seine Eltern nach Thüringen in das Landerziehungsheim Haubinda, eine reformpädagogisch orientierte Internatsschule. Zwei Jahre später kehrte er nach Stuttgart zurück, wo er ein Jahr später 1905 auf dem Eberhard-Ludwigs-Gymnasium das Abitur ablegte.
Eine prägende Kindheitserinnerung aus der Silberburgstraße fand Eingang in Franks erfolgreichstes Bühnenstück, die Komödie Sturm im Wasserglas von 1930. Der Silberbuckel, das stark abschüssige Endstück der Straße, lag in unmittelbarer Nähe von Franks Wohnhaus. In der Komödie berichtet der Journalist Burdach aus seiner Kindheit: „Da fuhren jeden Tag die Lastfuhrwerke hinauf, mit schweren Steinlasten. Viele waren für die Pferde zu schwer. Aber die Pferde mußten hinauf. Sie legten sich ins Geschirr, daß die Riemen krachten. Oft ging es trotzdem nicht. Dann schlugen die Fuhrknechte zu. Auf die Pferderücken, in die Pferdegesichter. Mit dem Peitschenstiel auf die Nüstern, mit der Faust in die Augen, mit dem Stiefelabsatz in die Weichen. Es mußte eben gehen. Es ging auch immer. Das habe ich fünfzehn Jahre lang vom Fenster unserer Wohnung aus gesehen.“
In einem Beitrag für eine Illustrierte berichtete Frank bereits 1925 über dieses „»Urerlebnis«, das sein Mitleid mit der Kreatur begründet hat“: „Das damals gefühlte Entsetzen, der damals empfangene Haß sind mein Grunderlebnis geblieben. Ich lebe gern, und ich lebte froh. Aber auf allen Wegen der Erde begegnen mir, in hundertfach verwandelter Gestalt, die Lastpferde aus der Silberburgstraße, gepeinigt von brüllenden Knechten.“
1905 verließ Bruno Frank seine Heimatstadt. Er studierte an verschiedenen Universitäten in Deutschland und promovierte in Tübingen. Im Ersten Weltkrieg diente er als Soldat. Nach dem Krieg bis zu seinem Lebensende betätigte er sich als freier Schriftsteller. 1933 emigrierte er zuerst nach Österreich, dann in andere europäische Länder und schließlich nach Kalifornien, wo er mit anderen deutschen Exilschriftstellern Freundschaft schloss, unter anderem mit Thomas Mann, Lion Feuchtwanger und Ludwig Marcuse.
Bruno Frank gehört zu den fast vergessenen Autoren, dabei hat er die deutsche Literatur um einige bedeutende Werke bereichert, darunter die Romane Trenck und Cervantes. Immerhin hat die Stadt Stuttgart ihm 1987 eine Gedenkplakette gewidmet. Nach dem Zweiten Weltkrieg wurden etwa 200 Straßen in Stuttgart umbenannt, darunter viele mit politisch motivierter Namensgebung aus der Nazizeit. In Heumaden erhielt die frühere Bergerstraße nun den Namen Bruno-Frank-Straße, ohne dass ein lokaler Bezug zu Bruno Frank erkennbar wäre.

### Theophil Wurm
Der Theologe Theophil Wurm war ab 1929 bis 1948 Landesbischof der Evangelischen Landeskirche in Württemberg. Sein Amtssitz war das neobarocke Gebäude Silberburgstraße 187. Nach einem anfänglichen Kompromisskurs stellte er sich im Dritten Reich alsbald gegen die offizielle Politik. Ein gegen ihn verhängter Hausarrest und seine Amtsenthebung führten zu öffentlichen Widerstandsbekundungen. So protestierten auch im Oktober 1934 vor seinem Amtssitz um 7000 Menschen gegen die Willkür der Nazibehörden. Eine bronzene Erinnerungsplakette am Haus erinnert seit 2004 an diese Vorgänge. Die Strafmaßnahmen wurden vom Landgericht wieder aufgehoben, und Wurm blieb Bischof. 1940 wandte sich Wurm als erster deutscher Bischof gegen die Euthanasiegesetze, und 1943 protestierte er öffentlich gegen die Judenverfolgung. Von 1945 bis 1949 war Wurm erster Ratsvorsitzender der neugegründeten Evangelischen Kirche in Deutschland (EKD).

## Gebäudeliste
Die folgende Gebäudeliste enthält die Gebäude und Plätze der Silberburgstraße, die sich durch Alter, Architektur oder Besonderheiten auszeichnen.
| → Spaltenlegende und -sortierung | |
| Legende | |
| \| # \| – = Abgang des Gebäudes. d = Gebäude unter Denkmalschutz. g = Gedenktafel. n = Ersatz durch Neubau. \| \| Nr. \| Wenn ein an der Silberburgstraße liegendes Gebäude keine Hausnummer in der Silberburgstraße, sondern eine Adresse in einer anderen Straße hat, wird statt der Hausnummer eine Pseudonummer mit einem Stern (*) angegeben, zum Beispiel 87*. \| | |
| Sortierung | |
| - Eine Spalte sortieren: das Symbol im Spaltenkopf anklicken. - Nach einer weiteren Spalte sortieren: Umschalttaste gedrückt halten und das Symbol anklicken. - Anfangssortierung: nach Hausnummer | |
| # | – = Abgang des Gebäudes. d = Gebäude unter Denkmalschutz. g = Gedenktafel. n = Ersatz durch Neubau. |
| Nr. | Wenn ein an der Silberburgstraße liegendes Gebäude keine Hausnummer in der Silberburgstraße, sondern eine Adresse in einer anderen Straße hat, wird statt der Hausnummer eine Pseudonummer mit einem Stern (*) angegeben, zum Beispiel 87*. |

| Bild | Jahr      | Nr.     | #  | Objekt / Literatur | Objekt / Literatur |
| ---- | --------- | ------- | -- | --- | --- |
|      |           | 42      |    | Haus mit der Buchhandlung Naseweis an der Ecke zur Kornbergstraße. Eckfigur eines Naseweis auf einem Bücherstapel von der Theaterplastikerin Liane Weese-Reich (siehe auch Titelbild). | Haus mit der Buchhandlung Naseweis an der Ecke zur Kornbergstraße. Eckfigur eines Naseweis auf einem Bücherstapel von der Theaterplastikerin Liane Weese-Reich (siehe auch Titelbild). |
|      |           | 57      |    | Friederike-Fliedner-Haus. Konsolen mit hölzernen Neidköpfen (Schreckmasken). Foto rechts: Neidkopf. | |
|      |           | 59*     |    | Diakonissenplatz in dem Carré Silberburgstraße, Forststraße, Falkertstraße und Rosenbergstraße. Auf dem Platz befand sich jahrzehntelang eine Jugendverkehrsschule, die 2023 durch eine Spiel- und Freifläche ersetzt wurde. | Diakonissenplatz in dem Carré Silberburgstraße, Forststraße, Falkertstraße und Rosenbergstraße. Auf dem Platz befand sich jahrzehntelang eine Jugendverkehrsschule, die 2023 durch eine Spiel- und Freifläche ersetzt wurde. |
|      |           | 74      |    | Wohn- und Geschäftshaus an der Ecke zur Rosenbergstraße, Fassade im Erdgeschoss und im 1. Stock aus rotem Sandstein, Eckerker im 1. und 2. Stock. Im Erdgeschoss sieben Puttenreliefs mit Genreszenen als Abschluss der Blendpfeiler zwischen den Fenstern. Foto rechts: sechs Puttenreliefs. | |
|      | 1952–1954 | 86      | d  | Friedrich-Eugens-Gymnasium, Internationaler Stil ab 1950. Denkmalwürdig als „gutes Beispiel der Schulhausarchitektur“. Literatur: #Schukraft 1986, Seite 162, #Stuttgart 2008. Architekt: Hans Brüllmann, Bauherr: Stadt Stuttgart. | Friedrich-Eugens-Gymnasium, Internationaler Stil ab 1950. Denkmalwürdig als „gutes Beispiel der Schulhausarchitektur“. Literatur: #Schukraft 1986, Seite 162, #Stuttgart 2008. Architekt: Hans Brüllmann, Bauherr: Stadt Stuttgart. |
|      | 1956–1958 | 87*     | d  | Dillmann-Gymnasium, Internationaler Stil ab 1950, Seitenfront an der Ecke zur Forststraße 43. Mit dem Paul-Bonatz-Preis „als bestes Beispiel der Schulhausarchitektur der 50er Jahre in Stuttgart“ ausgezeichnet. Mosaikwand von Christian Oehler (1909–1986), Farbgebung von Sachse & Rothmann. Literatur: #Schukraft 1986, Seite 162. Architekt: Peter Salzbrenner, Karl H. Neumann, Bauherr: Stadt Stuttgart. | Dillmann-Gymnasium, Internationaler Stil ab 1950, Seitenfront an der Ecke zur Forststraße 43. Mit dem Paul-Bonatz-Preis „als bestes Beispiel der Schulhausarchitektur der 50er Jahre in Stuttgart“ ausgezeichnet. Mosaikwand von Christian Oehler (1909–1986), Farbgebung von Sachse & Rothmann. Literatur: #Schukraft 1986, Seite 162. Architekt: Peter Salzbrenner, Karl H. Neumann, Bauherr: Stadt Stuttgart. |
|      |           | 100*    |    | Kreuzung von Silberburgstraße und Breitscheidstraße, an der sich die ehemalige Straßenbahnhaltestelle Dreieck befand. Foto links: Eckhaus Silberburgstraße 100, rechts Dreieck, Foto rechts: um 1900. mehr ... | |
|      |           | 114     |    | Hausfassade des Hansa-Hotels mit dem Fassadengemälde einer Hansakogge. | Hausfassade des Hansa-Hotels mit dem Fassadengemälde einer Hansakogge. |
|      | 2002      | 122     |    | Sitz des Medizinischen Dienstes der Krankenversicherung. Das Haus Silberburgstraße 122 bildet zusammen mit den Gebäuden Leuschnerstraße 43-45 das L-förmige Silberburg-Carré. Neubau an Stelle der Klavierfabrik Carl A. Pfeiffer (ab 1864), heute in Leonberg, bzw. seit den 1950er Jahren der Firma C. & E. Fein, heute in Schwäbisch Gmünd, die hier bis 2002 (?) Elektrowerkzeuge produzierte, unter anderem die erste elektrische Handbohrmaschine. Literatur: Skrentny 2011, Seite 271, 294. Architekt: Stefan Willwersch. | Sitz des Medizinischen Dienstes der Krankenversicherung. Das Haus Silberburgstraße 122 bildet zusammen mit den Gebäuden Leuschnerstraße 43-45 das L-förmige Silberburg-Carré. Neubau an Stelle der Klavierfabrik Carl A. Pfeiffer (ab 1864), heute in Leonberg, bzw. seit den 1950er Jahren der Firma C. & E. Fein, heute in Schwäbisch Gmünd, die hier bis 2002 (?) Elektrowerkzeuge produzierte, unter anderem die erste elektrische Handbohrmaschine. Literatur: Skrentny 2011, Seite 271, 294. Architekt: Stefan Willwersch. |
|      | 1860      | 135-137 | n  | Doppelmietshaus, nach 1986 durch einen Neubau ersetzt. Foto rechts: Brunnensäule. Literatur: #Schukraft 1986, Seite 159. | |
|      |           | 139     | d  | Haus der Heilsarmee, Neoklassizismus. Literatur: #Stuttgart 2008. Architekten: Stahl und Bossert. | Haus der Heilsarmee, Neoklassizismus. Literatur: #Stuttgart 2008. Architekten: Stahl und Bossert. |
|      | 1859      | 141     |    | Ehemaliges Haus des Weingärtners Wilhelm Lutz. An der Fassade im Erdgeschoss gusseiserne Plakette mit dem vergoldeten Relief eines Weingärtners (Sankt Urban) mit Kind. Foto rechts: Plakette. Literatur: #Schukraft 1986, Seite 159, #Wais 1954.1, Seite 48. | |
|      |           | 150     |    | Hausfassade mit dem Logo der Firma Orthopädie-Technik Kächele. | Hausfassade mit dem Logo der Firma Orthopädie-Technik Kächele. |
|      | 1920~     | 157     |    | Brauereiwirtshaus Sanwald. Literatur: Skrentny 2011, Seite 294. | Brauereiwirtshaus Sanwald. Literatur: Skrentny 2011, Seite 294. |
|      |           | 159     | d  | Geburtshaus von Bruno Frank mit Gedenktafel. mehr ... Foto rechts: Gedenktafel. Literatur: #Kirchner 2009, #Walter 1992, Seite 43–44. | |
|      | 1853      | 160     | d  | Ehemalige Villa Harpprecht, Neorenaissance, Klassizismus, mehrere Um- und Erweiterungsbauten (1875, 1905, 1925). 1875 bis um 1966 im Besitz der Vinzentinerinnen. Sie richteten in dem Haus eine Krankenpflegestation ein, die als Vorgängerin des Marienhospitals gilt. Im zweiten Stock zwei Fassadenskulpturen von einem unbekannten Bildhauer, links: Louise de Marillac, rechts: Vinzenz von Paul. –Vor der Neunummerierung der Häuser in der Silberburgstraße trug das Haus die Hausnummer 60. Literatur: #Beitl 1990, #Schukraft 1986, Seite 160, #Stuttgart 2008, #Zeitungsausschnitte, 28. August 1986. Architekt: Joseph von Egle, Bauherr: Heinrich von Harpprecht. | Ehemalige Villa Harpprecht, Neorenaissance, Klassizismus, mehrere Um- und Erweiterungsbauten (1875, 1905, 1925). 1875 bis um 1966 im Besitz der Vinzentinerinnen. Sie richteten in dem Haus eine Krankenpflegestation ein, die als Vorgängerin des Marienhospitals gilt. Im zweiten Stock zwei Fassadenskulpturen von einem unbekannten Bildhauer, links: Louise de Marillac, rechts: Vinzenz von Paul. –Vor der Neunummerierung der Häuser in der Silberburgstraße trug das Haus die Hausnummer 60. Literatur: #Beitl 1990, #Schukraft 1986, Seite 160, #Stuttgart 2008, #Zeitungsausschnitte, 28. August 1986. Architekt: Joseph von Egle, Bauherr: Heinrich von Harpprecht. |
|      | 1867      | 172     | d  | Ehemaliges Haus Schnabel an der Ecke zur Reinsburgstraße, Historismus (italienische) Neorenaissance, ursprünglich Wohnhaus des Bankiers Schnabel, gegen Ende des 19. Jahrhunderts Geschäftslokal der Verlagsbuchhandlung von Adolf Krabbe. Literatur: #Schukraft 1986, Seite 160, #Stuttgart 2008. Architekt: Carl Walter, Bauherr: Bankier Schnabel. | Ehemaliges Haus Schnabel an der Ecke zur Reinsburgstraße, Historismus (italienische) Neorenaissance, ursprünglich Wohnhaus des Bankiers Schnabel, gegen Ende des 19. Jahrhunderts Geschäftslokal der Verlagsbuchhandlung von Adolf Krabbe. Literatur: #Schukraft 1986, Seite 160, #Stuttgart 2008. Architekt: Carl Walter, Bauherr: Bankier Schnabel. |
|      | 1857      | 173     | –  | Ehemaliges Mietshaus an der Ecke zur Reinsburgstraße 17, Fachwerkbau, nach 1986 abgebrochen, Hausnummer nicht mehr vorhanden. Literatur: #Schukraft 1986, Seite 160. | Ehemaliges Mietshaus an der Ecke zur Reinsburgstraße 17, Fachwerkbau, nach 1986 abgebrochen, Hausnummer nicht mehr vorhanden. Literatur: #Schukraft 1986, Seite 160. |
|      | 1899–1900 | 174A    | d  | Allianz Lebensversicherung. Literatur: #Schmidt 2006, Seite 379–382, #Stuttgart 2008. Architekten: Eisenlohr & Weigle, Bauherr: Lebensversicherung- und Ersparnisbank Stuttgart. | Allianz Lebensversicherung. Literatur: #Schmidt 2006, Seite 379–382, #Stuttgart 2008. Architekten: Eisenlohr & Weigle, Bauherr: Lebensversicherung- und Ersparnisbank Stuttgart. |
|      |           | 174*    |    | Silberburganlage mit Mörikedenkmal. Zwischen dem Gebäude Silberburgstraße 174A (Allianz) und Silberburgstraße 178. mehr ... | Silberburganlage mit Mörikedenkmal. Zwischen dem Gebäude Silberburgstraße 174A (Allianz) und Silberburgstraße 178. mehr ... |
|      | 1899–1900 | 177     | –  | Wohnhaus Friedrich Kolb mit Karyatiden von Viktor Cappeller aus dem Jahr 1873. Foto rechts: 1876. Literatur: #NN 1876.2. Architekt: Johann Wendelin Braunwald, Bauherr: Friedrich Kolb. | |
|      | 1881      | 185     | d  | Mietshaus. Literatur: #Stuttgart 2008. Architekt: Albert Eugen. | Mietshaus. Literatur: #Stuttgart 2008. Architekt: Albert Eugen. |
|      | 1890–1891 | 187     | dg | Mehrfamilienhaus, Historismus (Neobarock). Gedenktafel für Theophil Wurm, Landesbischof der Evangelischen Landeskirche in Württemberg, der hier von 1929–1943 wohnte. mehr ... Foto oben: Gedenktafel. Literatur: #Schukraft 1986, Seite 161, #Stuttgart 2008. Architekt: Stadtbaumeister Jakob Irion. | Mehrfamilienhaus, Historismus (Neobarock). Gedenktafel für Theophil Wurm, Landesbischof der Evangelischen Landeskirche in Württemberg, der hier von 1929–1943 wohnte. mehr ... Foto oben: Gedenktafel. Literatur: #Schukraft 1986, Seite 161, #Stuttgart 2008. Architekt: Stadtbaumeister Jakob Irion. |
|      | 1891–1894 | 189     | d  | Verlags- und Wohnhaus Engelhorn. Foto rechts: 1895. mehr ... Literatur: #Schmidt 2006, Seite 285–288, #Stuttgart 2008. Architekten: Eisenlohr & Weigle, Lambert & Stahl, Bauherr: Carl Engelhorn. | |
|      | 1899–1901 | 191     | d  | Haus der ehemaligen Volksbibliothek, seit 1938 Mörikebücherei, nach dem Krieg bis 2011 Sitz des Stadtarchivs Stuttgart. mehr ... Foto rechts: 1902. Literatur: #Schmidt 2006, Seite 372–375, #Stuttgart 2008. Architekten: Eisenlohr & Weigle, Bauherr: Verein Stuttgarter Volksbibliothek. | |

### Allgemein
- Gedenktafeln. In: Amtsblatt der Stadt Stuttgart vom 10. Dezember 1987 (Louis Hallberger, Wilhelm Waiblinger, Gerhard Storz, Georges Cuvier, Bruno Frank, Friedrich Hölderlin, Friedrich Theodor Fischer).
- Architektonische Rundschau Band 18, 1902, Heft 12, Tafel 89 (Silberburgstraße 191).
- Max Bach; Carl Lotter (hrsg.): Bilder aus Alt-Stuttgart, Stuttgart 1896.
- Gottfried Bauer; Ulrich Theurer; Claude Jeanmaire: Stuttgarter Strassenbahnen. Eine Dokumentation über die Strassenbahnlinien von 1868–1975, Villigen (Schweiz) 1976.
- Margarita Beitl; Eberhard Gönner (hrsg.): Marienhospital 1890–1990, Untermarchtal 1990, S. 26–29, 35, 40 (Silberburgstraße 160).
- Irene Ferchl: Stuttgart. Literarische Wegmarken in der Bücherstadt, Stuttgart 2000.
- Bruno Frank: Lastpferde. In: „Uhu“, Band 2, Heft 12, September 1925, S. 37, online:.
- Bruno Frank: Sturm im Wasserglas. Komödie in drei Akten, München 1930.
- Sascha Kirchner: Der Bürger als Künstler. Bruno Frank (1887–1945). Leben und Werk, Düsseldorf 2009, Auszug online:.
- Golo Mann: Zum zwanzigsten Todestag Bruno Franks. In: „Neue Rundschau“, 76. Jahrgang, Heft 3, 1965, S. 533–535.
- Antero Markelin; Rainer Müller: Stadtbaugeschichte Stuttgart, Stuttgart 1991.
- Bernd Möbs: Zu Fuß zu Stuttgarts Dichtern. Literarische Spaziergänge, Tübingen 2008, Seite 130–132.
- NN: Neue Bauwerke in Stuttgart und Umgebung, Heft 2: Wohnhaus des Herrn Friedrich Kolb, J. W. Braunwald, Architekt, Stuttgart [1876] (Silberburgstraße 177).
- Karl Pfaff: Geschichte der Stadt Stuttgart nach Archival-Urkunden und andern bewährten Quellen, Band 2: Geschichte der Stadt vom Jahre 1651 bis zum Jahre 1845, Stuttgart 1846.
- Annette Schmidt: „Denkmalwuth!“ Das Mörike-Denkmal in Stuttgart. In: „Denkmalpflege in Baden-Württemberg“, Band 30, 2001, S. 50.
- Annette Schmidt: Ludwig Eisenlohr. Ein architektonischer Weg vom Historismus zur Moderne. Stuttgarter Architektur um 1900, Stuttgart-Hohenheim 2006 (Silberburgstraße 174A, 189, 191).
- Harald Schukraft: Stuttgarter Straßen-Geschichte(n), Stuttgart 1986.
- Hans-Ulrich Simon: Mörike-Häuser. Wohnen in Stuttgart zwischen 1851 und 1875, Stuttgart 1996.
- Landeshauptstadt Stuttgart, Amt für Stadtplanung und Stadterneuerung, Untere Denkmalschutzbehörde (Herausgeber): Liste der Kulturdenkmale. Unbewegliche Bau- und Kunstdenkmale, Stuttgart 2008, online:.
- Gustav Wais: Stuttgarts Kunst- und Kulturdenkmale. 25 Bilder mit stadtgeschichtlichen, baugeschichtlichen und kunstgeschichtlichen Erläuterungen, Stuttgart [1954].
- Eva Walter; Thomas Pfründel: Die Stuttgarter Straßennamen in Stuttgart, Stuttgart 1992, S. 43–44, 222–223.
- Georg Wochner: Stuttgart seit fünf und zwanzig Jahren. Ansichten aus der Hauptstadt, in einer Reihe von Bildern zu zeichnen versucht, Stuttgart 1871.

### Silberburg
- Carl Lotter: Geschichte der Museums-Gesellschaft in Stuttgart. Zur Feier des 100-jährigen Bestehens der Gesellschaft, Stuttgart 1907.
- Paul Sauer: Das Werden einer Großstadt, Stuttgart zwischen Reichsgründung und Erstem Weltkrieg 1871–1914, Stuttgart 1988.
- Gustav Wais: Alt-Stuttgarts Bauten im Bild : 640 Bilder, darunter 2 farbige, mit stadtgeschichtlichen, baugeschichtlichen und kunstgeschichtlichen Erläuterungen, Stuttgart 1951 (Nachdruck Frankfurt am Main 1977).
- Gustav Wais: Alt-Stuttgart. Die ältesten Bauten, Ansichten und Stadtpläne bis 1800. Mit stadtgeschichtlichen, baugeschichtlichen und kunstgeschichtlichen Erläuterungen, Stuttgart 1954.
- Gustav Wais: "Stuttgart im neunzehnten Jahrhundert. 150 Bilder mit stadtgeschichtlichen, baugeschichtlichen und kunstgeschichtlichen Erläuterungen", Stuttgart 1955.
- Richard Zanker: Geliebtes altes Stuttgart. Erinnerungen und Begegnungen, Stuttgart 1977.

### Archive
- Stuttgart, Stadtarchiv
  - Adressbücher
  - Zeitungsausschnitte